# Міста Польщі

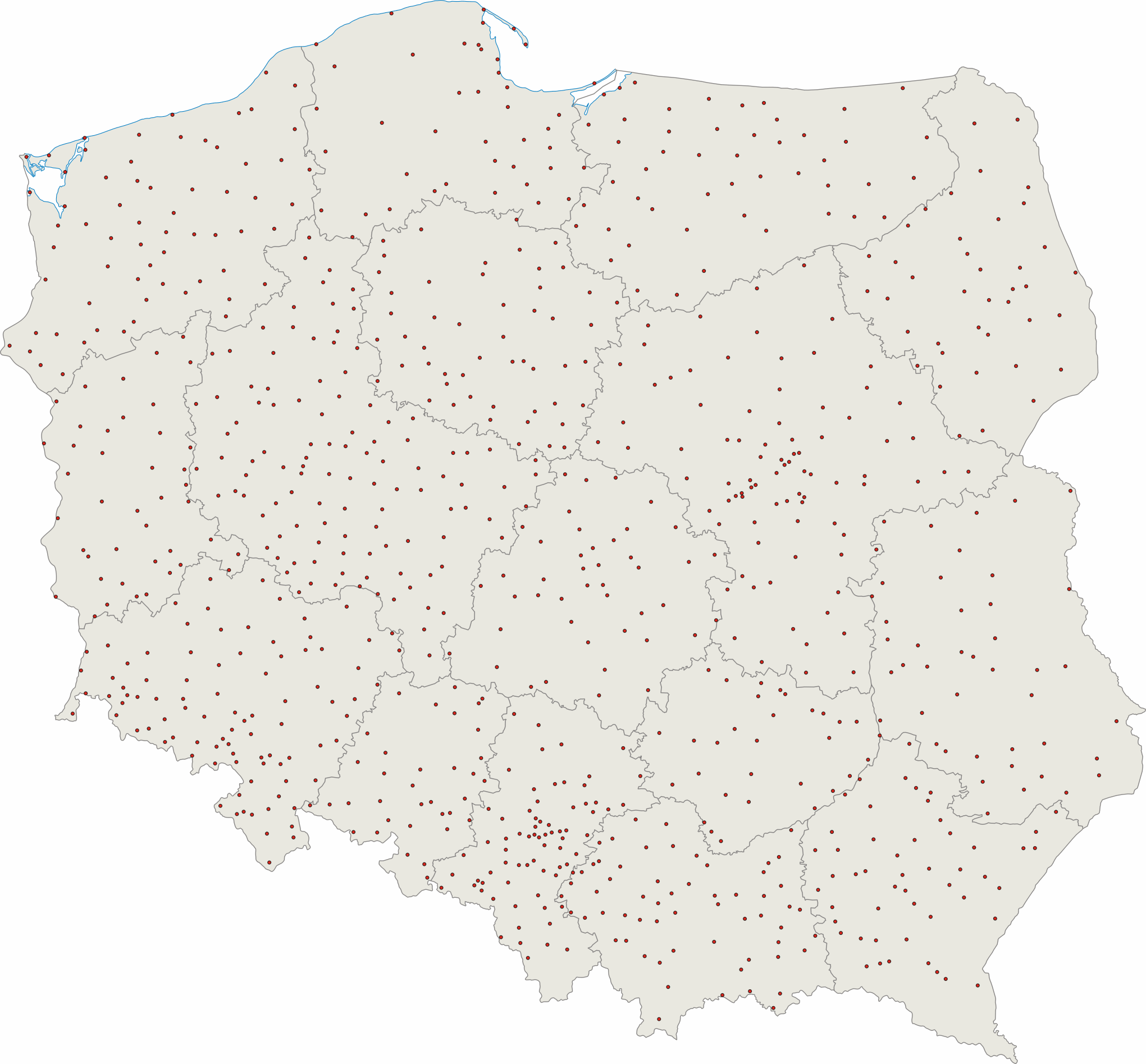
Розміщення міст Польщі

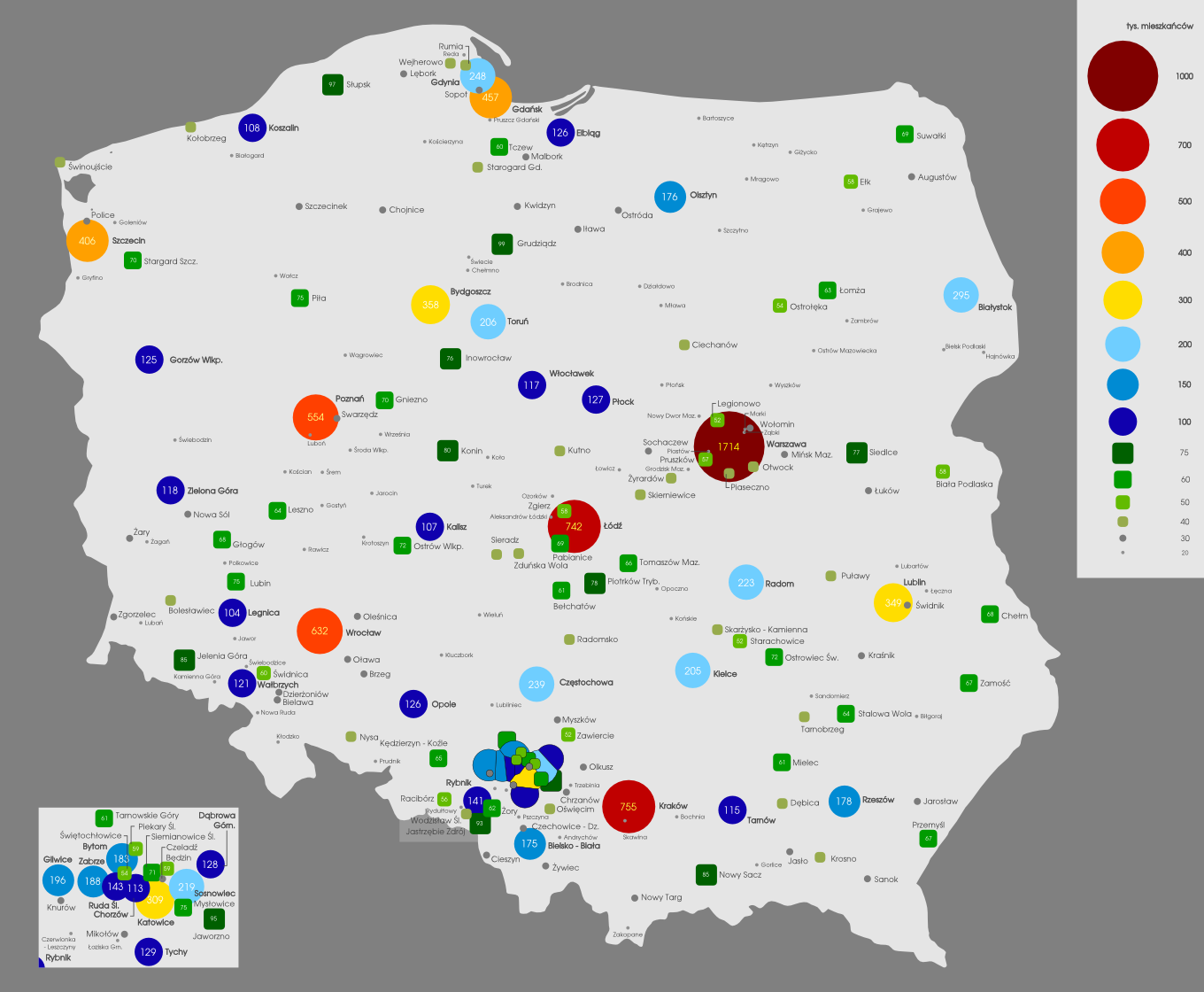
Міста Польщі з населенням понад 20 тис. Стан на 1 січня 2010.

За даними Центрального статистичного офісу Польщі на початок 2025 року у Польщі налічувалося 1020 міст. У 2022 році — 979 міста. У 2023 році — 1013 міст. Нижче наведений перелік за кількістю жителів міст.
За даними від 1 січня 2024:
- 1 місто понад 1 000 000 мешканців: Варшава.
- 4 міста від 500 000 до 999 999 мешканців: Краків, Лодзь, Вроцлав, Познань.
- 6 міст від 250 000 до 499 999 мешканців: Гданськ, Щецин, Бидгощ, Люблін, Білосток, Катовиці
- 25 міст від 100 000 до 249 999 мешканців: Гдиня, Ченстохова, Радом, Торунь, Ряшів, Сосновець, Кельці, Гливиці, Ольштин, Забже, Більсько-Біла, Битом, Зелена-Гура, Рибник, Руда-Шльонська, Ополе, Тихи, Гожув-Велькопольський, Ельблонг, Домброва Гурнича, Плоцьк, Валбжих, Влоцлавек, Тарнів, Хожув, Кошалін
- 47 міст від 50000 до 99999 мешканців (найбільші у цьому переліку: Каліш, Легниця, Грудзьонз, Яворно, Слупськ)
- 25 міст від 35000 до 49999 мешканців(найбільші у цьому переліку: Свентохловиці, Вейхерово, Заверці, Скерневиці, Страховиці)
- 65 міст від 25000 до 34999 жителів.
- 214 місто від 10000 до 24999 жителів.
- 186 міст від 5000 до 9999 жителів.
- 221 місто від 2500 до 4999 жителів.
- 163 міст від 1000 до 2499 жителів (найменше місто з населенням понад 1000 — Грабув (1007))
- 32 міста менше ніж 1 000 жителів: Одживул (991), Бірча (986), Червінськ-над-Віслою (981), Шидлув (967), Сураж (965), Магнушев (964), Водзіслав (961), Домбровиці (951), Солець-над-Віслою (933), Сенно (930), Паженчев (918), Ядув (907), Пшитик (904), Болімув (900), Новий Корчин (899), Горай (896), Висьмежиці (877), Болеславець (875), Дзялошиці (847), Ксьонж-Великий (839), Броди (837), Гловачув (826), Туробин (823), Кернозя (806), Юзефув-над-Віслою (803), Дубецько (801), Гельнюв (776), Кошиці (769), Іновлудз (735), Цепелюв (732), Віслиця (444), Опатовець (308).

Скорочення назв воєводств згідно з ISO 3166-2:PL.
- DŚ — Нижньосілезьке воєводство
- KP — Куявсько-Поморське воєводство
- LB — Люблінське воєводство
- LS — Любуське воєводство
- ŁD — Лодзинське воєводство
- MP — Малопольське воєводство
- MZ — Мазовецьке воєводство
- OP — Опольське воєводство
- PK — Підкарпатське воєводство
- PL — Підляське воєводство
- PM — Поморське воєводство
- ŚL — Сілезьке воєводство
- ŚW — Свентокшиське воєводство
- WM — Вармінсько-Мазурське воєводство
- WP — Великопольське воєводство
- ZP — Західнопоморське воєводство

## А
- Августів (PL)
- Александрув-Куявський (KP)
- Александрув-Лодзький (ŁD)
- Альверня (MP)
- Андрихув (MP)
- Аннополь (LB)

## Б

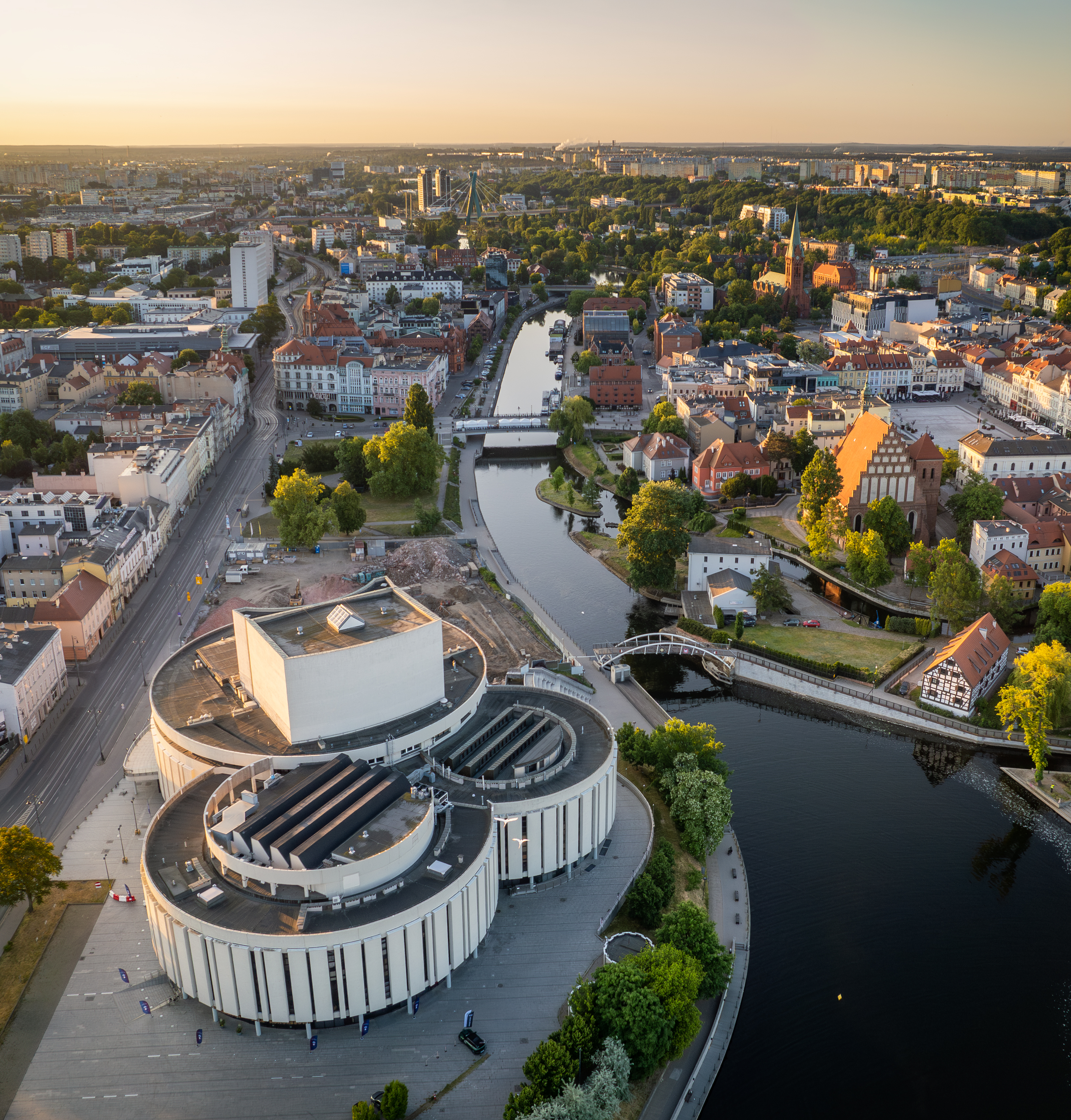
Бидгощ

- Бабімост (LS)
- Баборув (OP)
- Баранув-Сандомирський (PK)
- Барвиці (ZP)
- Бардо (DŚ)
- Барлінек (ZP)
- Бартошиці (WM)
- Барцин (KP)
- Барчево (WM)
- Бежунь (MZ)
- Белжиці (LB)
- Белхатув (ŁD)
- Белява (DŚ)
- Бельсько-Бяла (ŚL)
- Бендзин (ŚL)
- Берунь (ŚL)
- Берутув (DŚ)
- Беч (місто) (MP)
- Бжег (OP)
- Бжег-Дольний (DŚ)
- Бжезіни (ŁD)
- Берестя-Куявське (KP)
- Бжесько (MP)
- Бжеще (MP)
- Березів (PK)
- Бжостек (PK)
- Бидгощ (KP)
- Бистшиця-Клодзька (DŚ)
- Битів (PM)
- Битом (ŚL)
- Битом-Оджанський (LS)
- Бихава (LB)
- Бичина (OP)
- Біла Підляська (LB)
- Біла Піска (WM)
- Білгорай (LB)
- Білий Бір (ZP)
- Білосток (PL)
- Більськ-Підляський (PL)
- Біскупець (WM)
- Біштинек (WM)
- Блажова (PK)
- Блашки (ŁD)
- Блоне (MZ)
- Бляховня (ŚL)
- Бобова (MP)
- Боболиці (ZP)
- Богатиня (DŚ)
- Богухвала (PK)
- Богушув-Горце (DŚ)
- Бодзентин (ŚW)
- Болеславець (DŚ)
- Болькув (DŚ)
- Борек-Великопольський (WP)
- Борне-Суліново (ZP)
- Бохня (MP)
- Бояново (WP)
- Бранево (WM)
- Бранськ (PL)
- Брвінув (MZ)
- Бродниця (місто) (KP)
- Брок (MZ)
- Бруси (PM)
- Бук (WP)
- Буковно (MP)
- Бусько-Здруй (ŚW)
- Бяла (OP)
- Біла-Равська (ŁD)
- Білобжегі (MZ)
- Бялогард (ZP)

## B

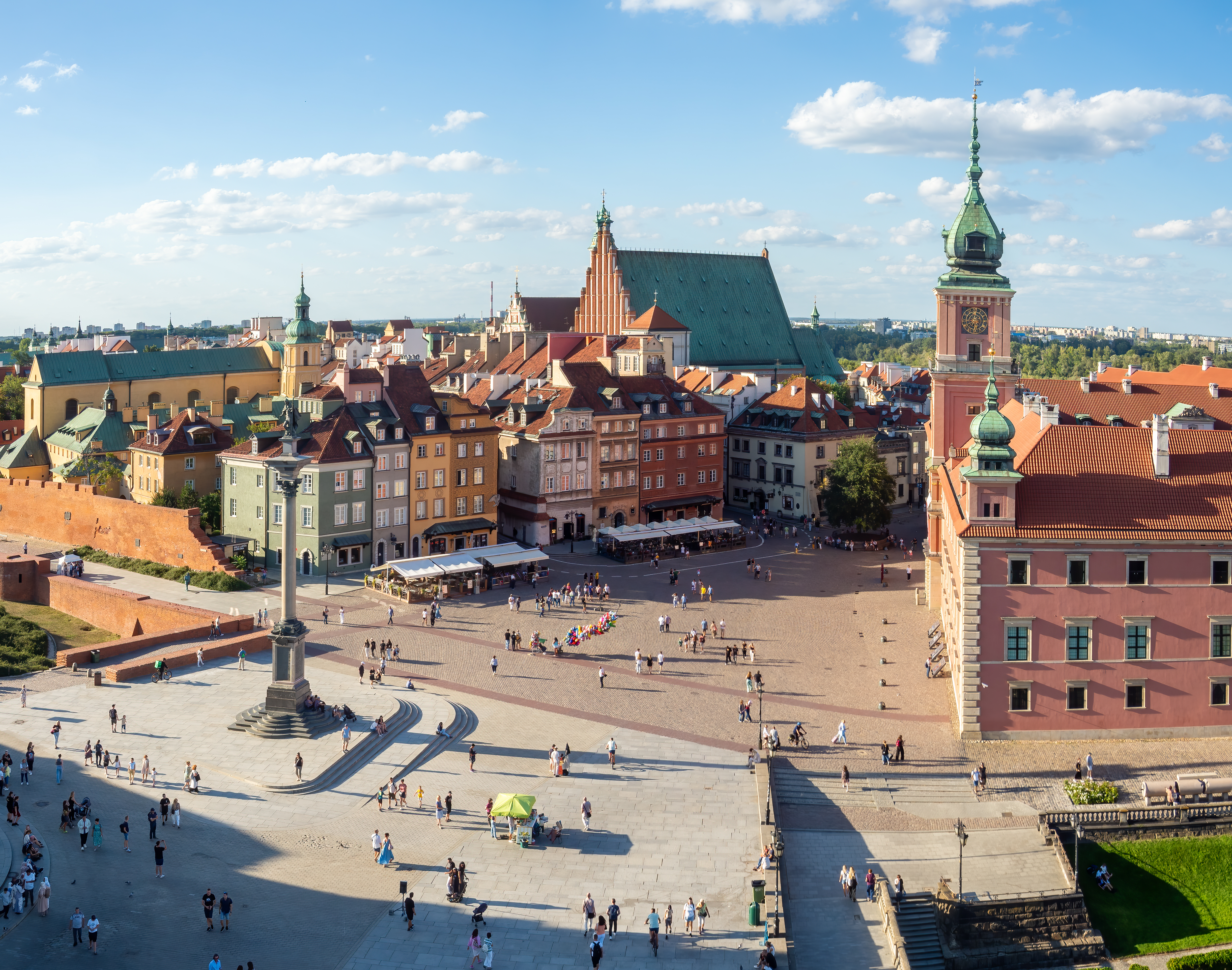
Варшава

- Вадовиці (MP)
- Валбжих (DŚ)
- Валч (ZP)
- Варка (MZ)
- Варта (місто) (ŁD)
- Варшава (MZ)
- Васильків (PL)
- Вейгерово (PM)
- Велень (WP)
- Величка (MP)
- Веліхово (WP)
- Вельбарк (WM)
- Велюнь (ŁD)
- Венглінець (DŚ)
- Венгожево (WM)
- Венгожино (ZP)
- Венгрув (MZ)
- Венцборк (KP)
- Верушув (ŁD)
- Вжесьня (WP)
- Вижиськ (WP)
- Висока (WP)
- Високе-Мазовецьке (PL)
- Висьмежиці (MZ)
- Вишкув (MZ)
- Вишогруд (MZ)
- Вілямовиці (ŚL)
- Вісла (місто) (ŚL)
- Вітково (WP)
- Вітниця (LS)
- Вйонзув (DŚ)
- Владиславово (PM)
- Влень (DŚ)
- Володава (LB)
- Влоцлавек (KP)
- Влощова (ŚW)
- Водзіслав-Шльонський (ŚL)
- Возьники (ŚL)
- Войковиці (ŚL)
- Войнич (місто) (MP)
- Войцешув (DŚ)
- Волін (ZP)
- Воломін (MZ)
- Волув (DŚ)
- Волчин (OP)
- Вольбуж (ŁD)
- Вольбром (MP)
- Вольштин (WP)
- Вомбжезьно (KP)
- Вонгровець (WP)
- Вонсош (DŚ)
- Вонхоцьк (ŚW)
- Вронки (WP)
- Вроцлав (DŚ)
- Всхова (LS)

## Г

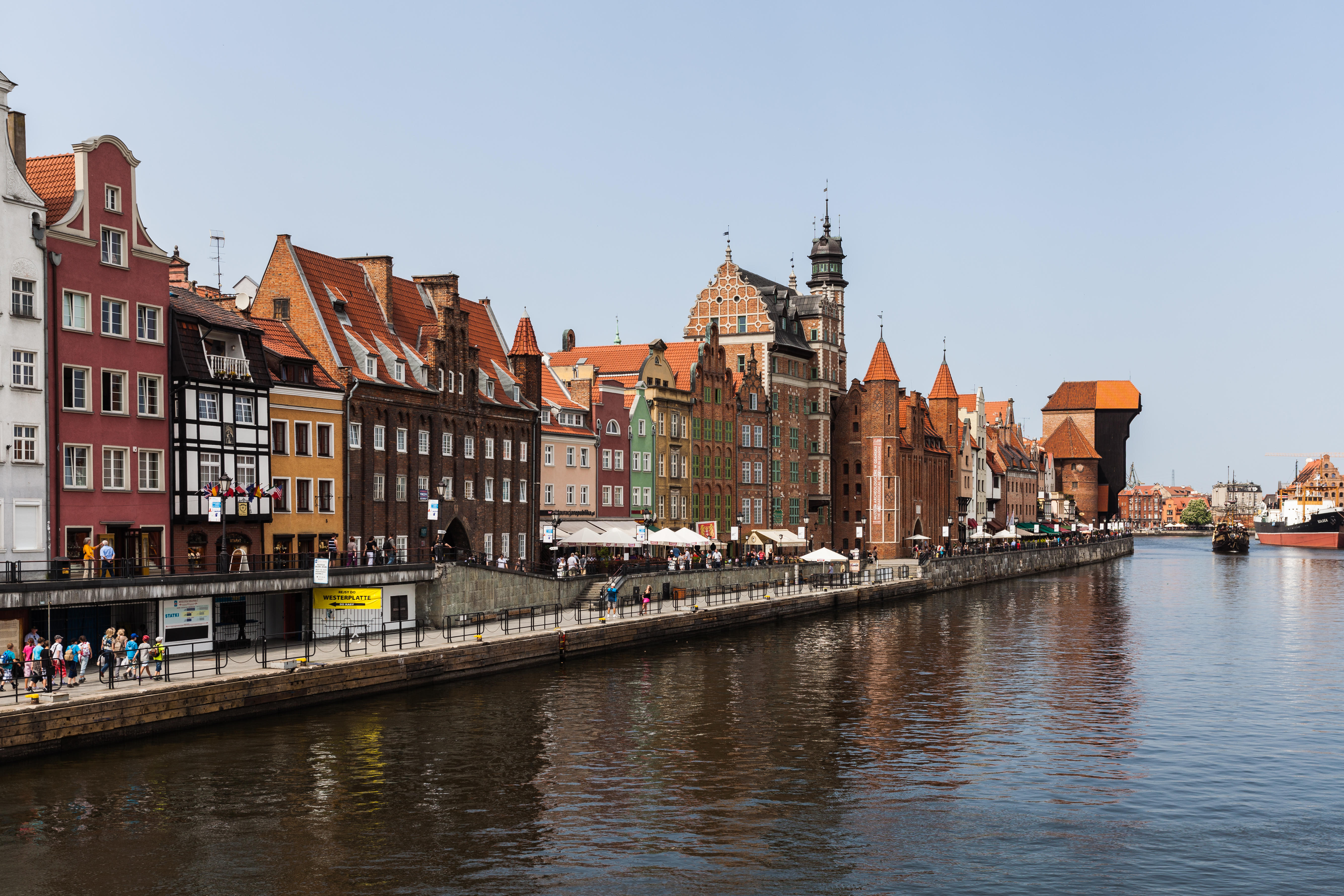
Гданськ

- Гайнівка (PL)
- Галінув (MZ)
- Гарволін (MZ)
- Гданськ (PM)
- Гдиня (PM)
- Гіжицько (WM)
- Гливиці (ŚL)
- Гліноєцьк (MZ)
- Гловно (ŁD)
- Глогув (DŚ)
- Глогувек (OP)
- Глогув-Малопольський (PK)
- Глубчиці (OP)
- Глухолази (OP)
- Глушиця (DŚ)
- Гнев (PM)
- Гневково (KP)
- Гнезно (WP)
- Гоголін (OP)
- Гожув-Великопольський (LS)
- Гожув-Шльонський (OP)
- Гоздниця (LS)
- Голаньч (WP)
- Голдап (WM)
- Голенюв (ZP)
- Голіна (WP)
- Гольчево (ZP)
- Голюб-Добжинь (KP)
- Гомбін (MZ)
- Гоньондз (PL)
- Горлиці (MP)
- Гостинін (MZ)
- Гостинь (WP)
- Госьцино (ZP)
- Грабув-над-Просною (WP)
- Граєво (PL)
- Грибів (MP)
- Грифіно (ZP)
- Грифиці (ZP)
- Грифув-Шльонський (DŚ)
- Гродзиськ-Велькопольський (WP)
- Гродзиськ-Мазовецький (MZ)
- Гродкув (OP)
- Грубешів (LB)
- Грудзьондз (KP)
- Груєць (MZ)
- Губін (LS)
- Гужно (KP)
- Гура (DŚ)
- Гура-Кальварія (MZ)
- Гурово-Ілавецьке (WM)

## Д

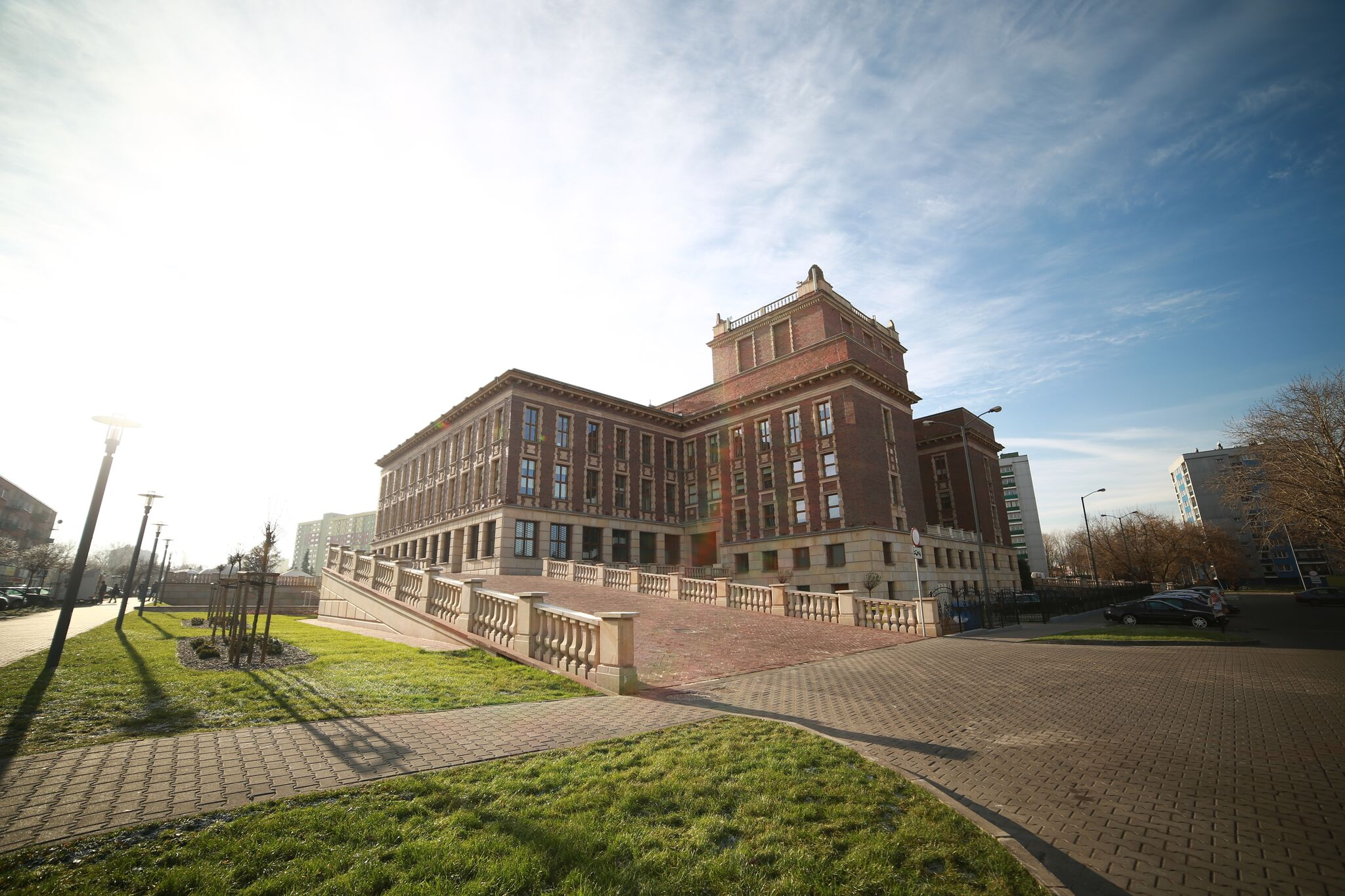
Домброва-Гурнича

- Далешиці (ŚW)
- Дарлово (ZP)
- Дебжно (PM)
- Дембиця (PK)
- Демблін (LB)
- Дембно (ZP)
- Джевиця (ŁD)
- Дзежгонь (PM)
- Дзержонюв (DŚ)
- Дзівнув (ZP)
- Дзялдово (WM)
- Дзялошин (ŁD)
- Дзялошиці (ŚW)
- Динів (PK)
- Добегнев (LS)
- Добжани (ZP)
- Добжинь-над-Віслою (KP)
- Добжиця (WP)
- Добра (WP)
- Добра (ZP)
- Добре Місто (WM)
- Добродзень (OP)
- Добчиці (MP)
- Дольськ (WP)
- Домб'є (WP)
- Домброва-Білостоцька (PL)
- Домброва-Гурнича (ŚL)
- Домброва-Тарновська (MP)
- Дравно (ZP)
- Дравсько-Поморське (ZP)
- Дрезденко (LS)
- Дробін (MZ)
- Дорогичин (PL)
- Дукля (PK)
- Душники-Здруй (DŚ)

## Е, Є

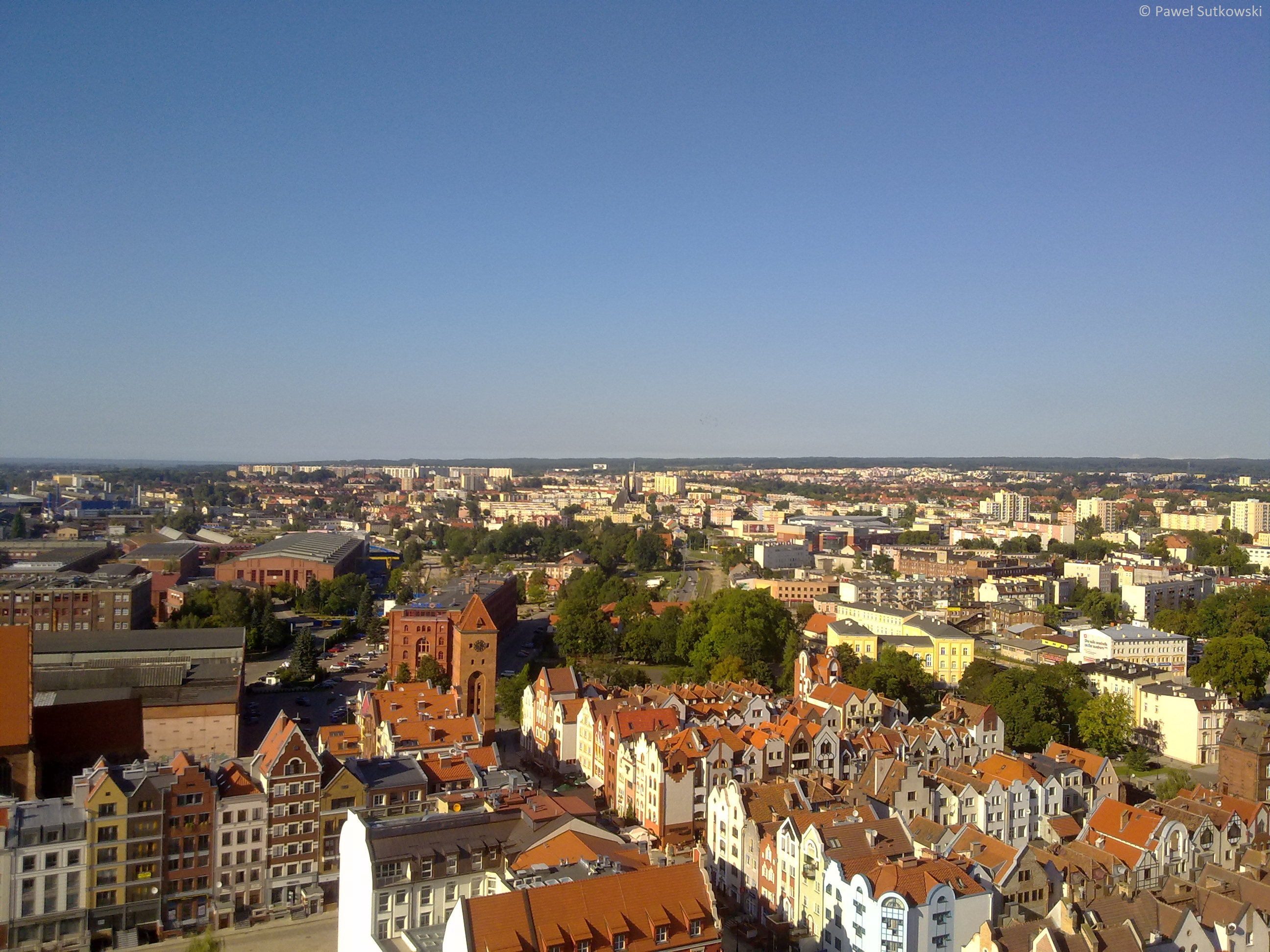
Ельблонг

- Елк (WM)
- Ельблонг (WM)
- Єдвабне (PL)
- Єдліна-Здруй (DŚ)
- Єдличі (PK)
- Єзьорани (WM)
- Єленя-Гура (DŚ)
- Єльч-Лясковиці (DŚ)
- Єнджеюв (ŚW)

## Ж
- Жабно (MP)
- Жагань (LS)
- Жари (LS)
- Жарки (ŚL)
- Жарув (DŚ)
- Жгув (ŁD)
- Желехув (MZ)
- Жепін (LS)
- Жеркув (WP)
- Живець (ŚL)
- Жирардув (MZ)
- Жихлін (ŁD)
- Жмігруд (DŚ)
- Жнін (KP)
- Жори (ŚL)
- Жуково (PM)
- Журомін (MZ)

## З

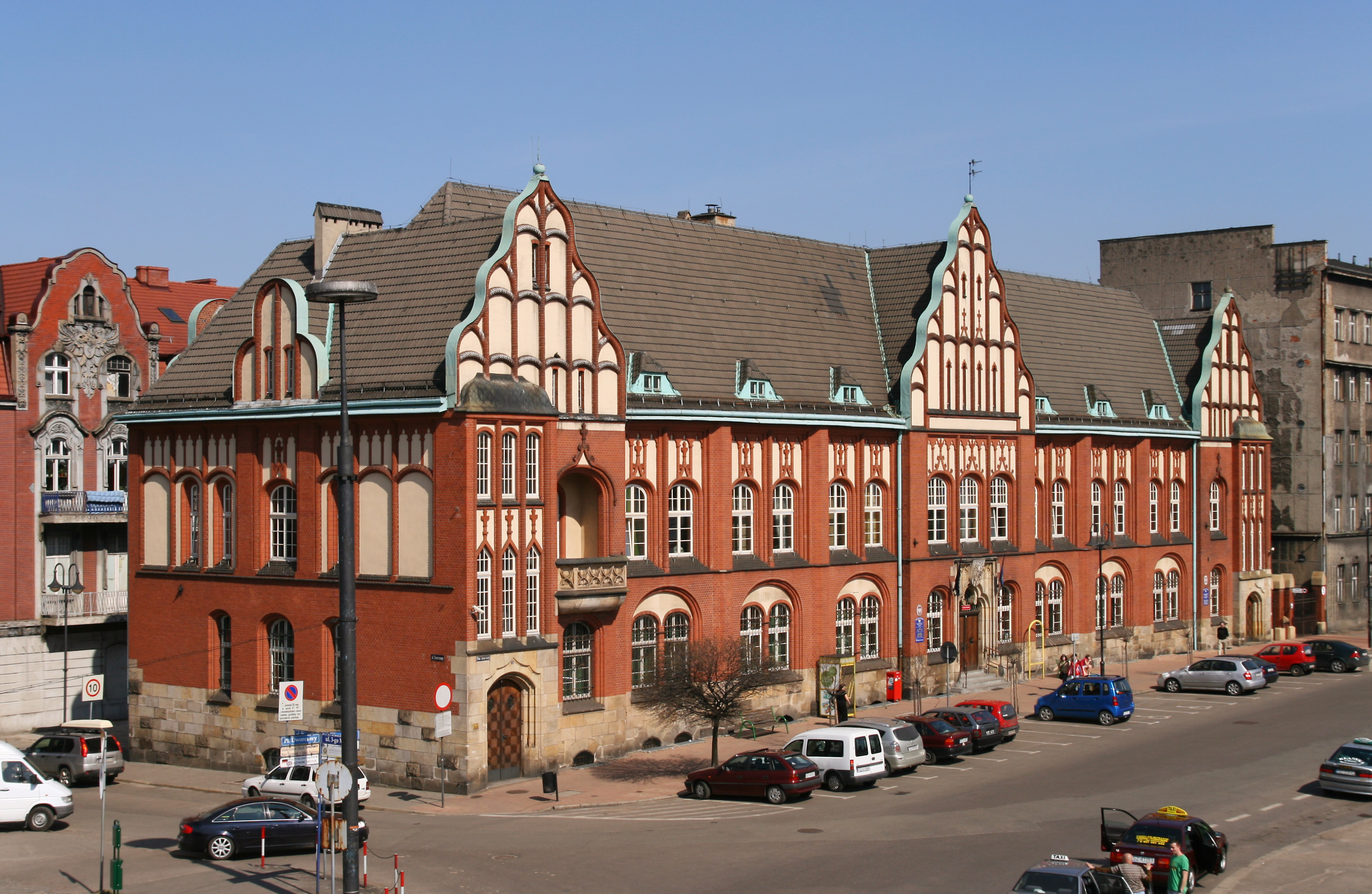
Забже

- Забже (ŚL)
- Заблудів (PL)
- Завадзьке (OP)
- Заверці (ŚL)
- Завідув (DŚ)
- Завихост (ŚW)
- Загір'я (PK)
- Загурув (WP)
- Заклічин (MP)
- Заклікув (PK)
- Закопане (MP)
- Закрочим (MZ)
- Залево (WM)
- Замбрів (PL)
- Замостя (LB)
- Затор (MP)
- Збоншинек (LS)
- Збоншинь (WP)
- Звежинець (LB)
- Зволень (MZ)
- Згеж (ŁD)
- Згожелець (DŚ)
- Здзешовиці (OP)
- Здуни (WP)
- Здунська Воля (ŁD)
- Зелена Гура (LS)
- Зельонка (MZ)
- Зелюв (ŁD)
- Зембиці (DŚ)
- Злотий Сток (DŚ)
- Злотория (DŚ)
- Злотув (WP)
- Злоценець (ZP)
- Злочев (ŁD)
- Зомбки (MZ)
- Зомбковиці-Шльонські (DŚ)

## І, Й
- Івонич-Здруй (PK)
- Ізбиця-Куявська (KP)
- Ілава (WM)
- Ілжа (MZ)
- Ілова (LS)
- Імелін (ŚL)
- Іновроцлав (KP)
- Інсько (ZP)
- Йорданув (MP)

## К

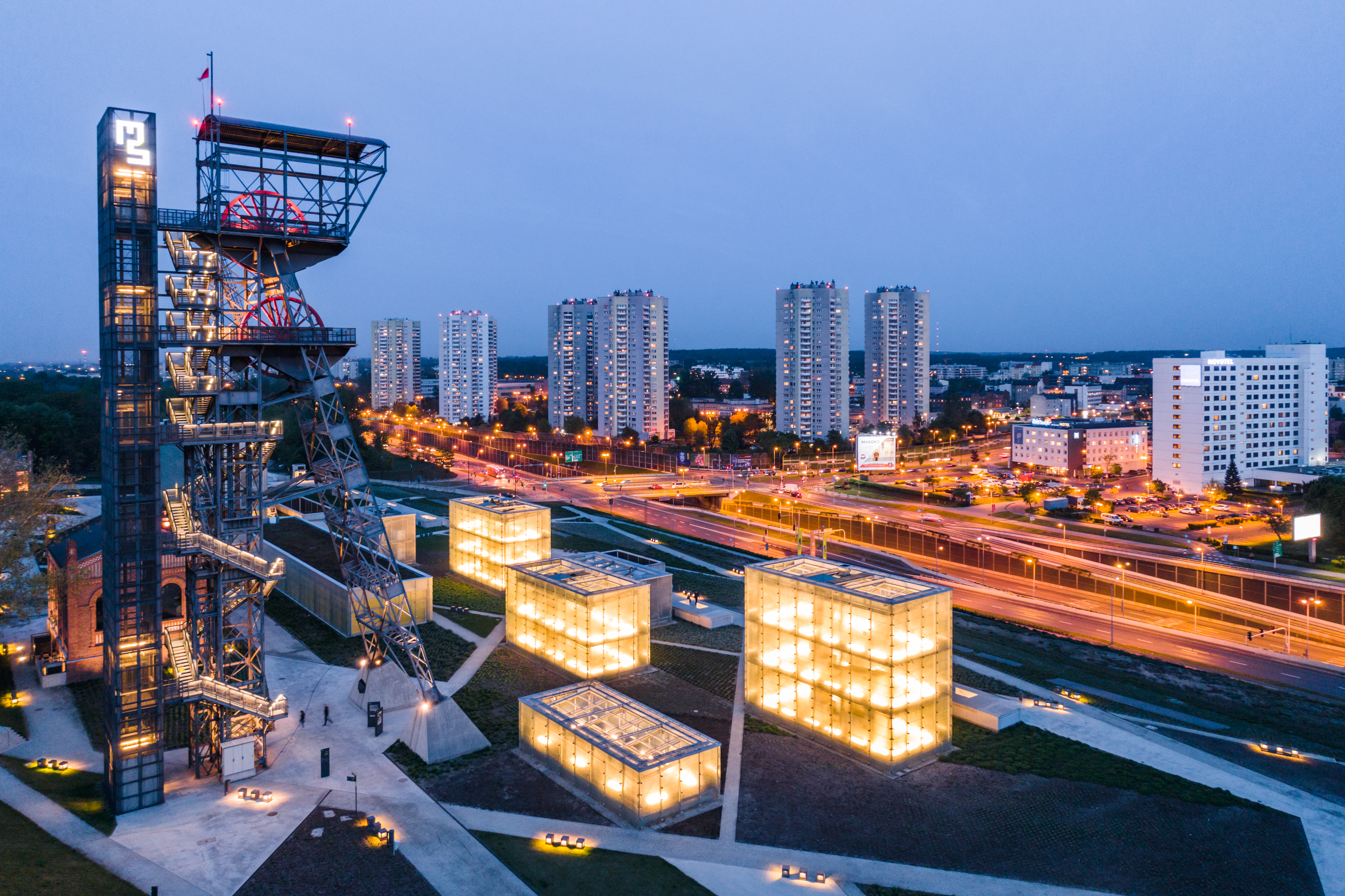
Катовиці

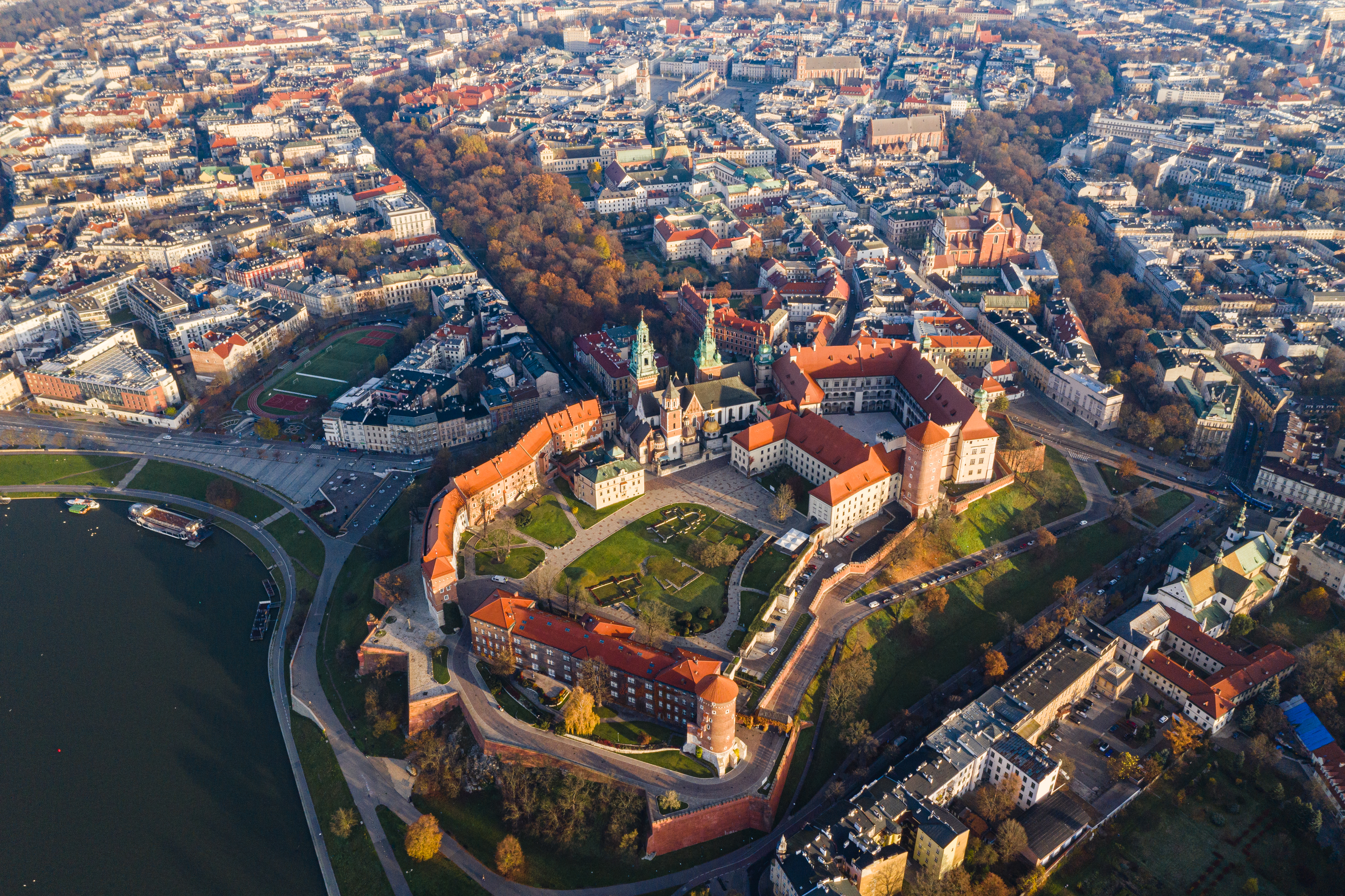
Краків

- Казімежа-Велька (ŚW)
- Казімеж-Дольний (LB)
- Калети (ŚL)
- Каліш (WP)
- Каліш-Поморський (ZP)
- Калушин (MZ)
- Кальварія-Зебжидовська (MP)
- Каменна Гура (DŚ)
- Каменськ (ŁD)
- Камень-Краєнський (KP)
- Камень-Поморський (ZP)
- Каньчуга (PK)
- Карґова (LS)
- Карліно (ZP)
- Карпач (DŚ)
- Картузи (PM)
- Карчев (MZ)
- Катовиці (ŚL)
- Квідзин (PM)
- Кельці (ŚW)
- Кемпиці (PM)
- Кемпно (WP)
- Кендзежин-Козьле (OP)
- Кенти (MP)
- Кентшин (WM)
- Кетш (OP)
- Киселиці (WM)
- Клецько (WP)
- Кліщелі (PL)
- Клечев (WP)
- Клобуцьк (ŚL)
- Клодава (WP)
- Клодзько (DŚ)
- Ключборк (OP)
- Книшин (PL)
- Кнурув (ŚL)
- Кобилін (WP)
- Кобилка (MZ)
- Ковалево-Поморське (KP)
- Коваль (місто) (KP)
- Ковари (DŚ)
- Кожухув (LS)
- Козеглови (ŚL)
- Козениці (MZ)
- Козьмін-Великопольський (WP)
- Колачиці (PK)
- Коло (WP)
- Колобжег (ZP)
- Кольбушова (PK)
- Кольно (PL)
- Кольоновське (OP)
- Колюшки (ŁD)
- Конецполь (ŚL)
- Конін (WP)
- Константинув-Лодзький (ŁD)
- Констанцин-Єзьорна (MZ)
- Конське (ŚW)
- Конти-Вроцлавські (DŚ)
- Копшивниця (ŚW)
- Короново (KP)
- Корфантув (OP)
- Корше (WM)
- Костшин (WP)
- Костшин-над-Одрою (LS)
- Косув-Ляцький (MZ)
- Косьцежина (PM)
- Косцян (WP)
- Коцьк (LB)
- Кошалін (ZP)
- Кошиці (MP)
- Краєнка (WP)
- Краків (MP)
- Крапковиці (OP)
- Красностав (LB)
- Краснобрід (LB)
- Красник (LB)
- Криниця-Здруй (MP)
- Криниця-Морська (PM)
- Кринки (PL)
- Кробя (WP)
- Коросно (PK)
- Кросно-Оджанське (LS)
- Кросневиці (ŁD)
- Кротошин (WP)
- Крушвиця (KP)
- Ксьонж-Великопольський (WP)
- Кудова-Здруй (DŚ)
- Кузня-Рациборська (ŚL)
- Кунув (ŚW)
- Курник (WP)
- Кутно (ŁD)
- Кциня (KP)
- Кшановиці (ŚL)
- Кшепиці (ŚL)
- Крешовиці (MP)
- Кшивінь (WP)
- Кшиж-Великопольський (WP)

## Л

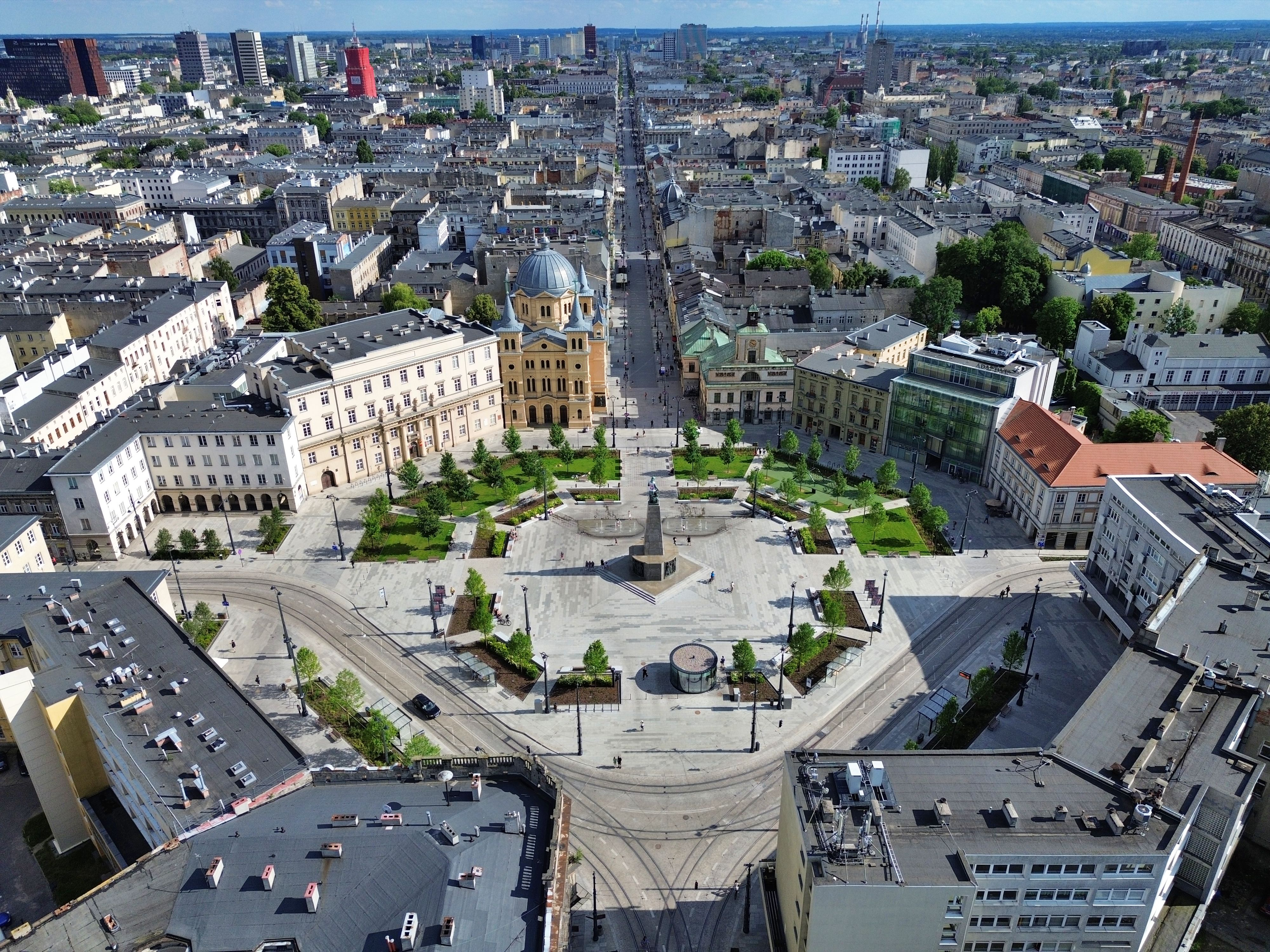
Лодзь

- Лабішин (KP)
- Лази (місто) (ŚL)
- Лазиська-Гурне (ŚL)
- Ланьцут (PK)
- Лапи (PL)
- Ласін (KP)
- Ласьк (ŁD)
- Ласкажев (MZ)
- Лащів (LB)
- Леба (PM)
- Левін-Бжеський (OP)
- Легьоново (MZ)
- Легниця (DŚ)
- Лежайськ (PK)
- Лендзіни (ŚL)
- Ленкниця (LS)
- Ленчиця (ŁD)
- Ленчна (LB)
- Лесьна (DŚ)
- Лесьниця (OP)
- Лешно (WP)
- Лемборк (PM)
- Лібйонж (MP)
- Лідзбарк (WM)
- Лідзбарк-Вармінський (WM)
- Ліманова (MP)
- Ліпно (KP)
- Ліпськ (PL)
- Ліпсько (MZ)
- Ліпяни (ZP)
- Лісько (PK)
- Лобез (ZP)
- Лобжениця (WP)
- Лович (ŁD)
- Лодзь (ŁD)
- Ломжа (PL)
- Ломянки (MZ)
- Лосиці (MZ)
- Лохув (MZ)
- Луків (LB)
- Львувек (WP)
- Львувек-Шльонський (DŚ)
- Льондек-Здруй (DŚ)
- Любава (WM)
- Любавка (DŚ)
- Любань (DŚ)
- Любартів (LB)
- Любачів (PK)
- Любень-Куявський (KP)
- Любича-Королівська (LB)
- Любін (DŚ)
- Люблін (LB)
- Люблінець (ŚL)
- Любневиці (LS)
- Любовідз (MZ)
- Любомеж (DŚ)
- Любонь (WP)
- Любранець (KP)
- Любсько (LS)

## М

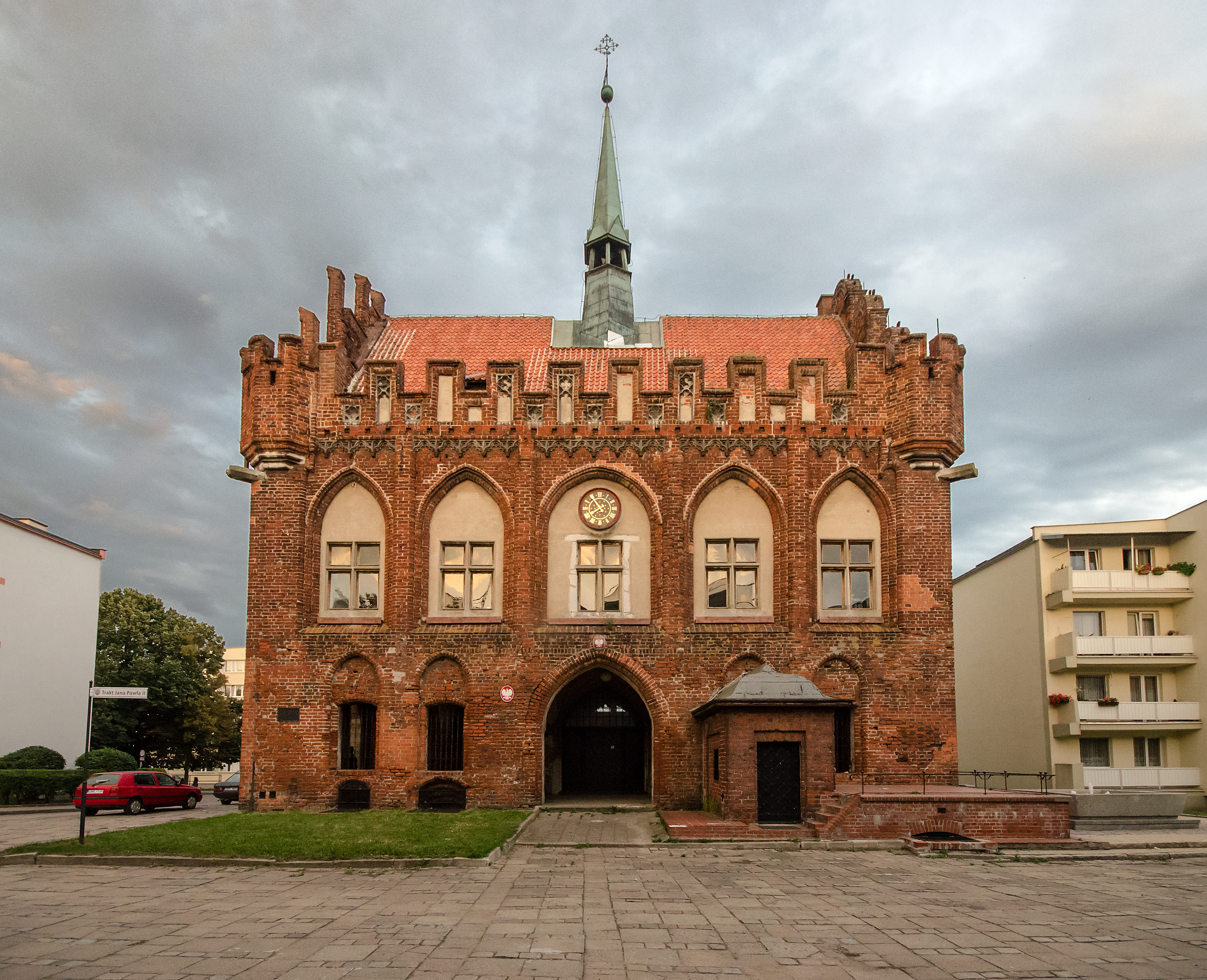
Мальборк

- Маків-Підгалянський (MP)
- Макув-Мазовецький (MZ)
- Малогощ (ŚW)
- Маломиці (LS)
- Мальборк (PM)
- Маргонін (WP)
- Маркі (MZ)
- Машево (ZP)
- Межиріччя (місто) (LB)
- Мейська Гурка (WP)
- Мелець (PK)
- Мельно (ZP)
- Мендзибуж (DŚ)
- Мендзижеч (LS)
- Мендзиздроє (ZP)
- Мендзилесе (DŚ)
- Мендзихуд (WP)
- Мерошув (DŚ)
- Мехув (MP)
- Мешковиці (ZP)
- Мирославець (ZP)
- Мислібуж (ZP)
- Мислениці (MP)
- Мисловиці (ŚL)
- Мишинець (MZ)
- Мишкув (ŚL)
- Міколайки (WM)
- Міколув (ŚL)
- Мікстат (WP)
- Мілаково (WM)
- Мілич (DŚ)
- Міломлин (WM)
- Мілослав (WP)
- Мілянувек (MZ)
- Мінськ-Мазовецький (MZ)
- Мірськ (DŚ)
- Міхалово (PL)
- Млава (MZ)
- Млинари (WM)
- Моґельниця (MZ)
- Могільно (KP)
- Модлібожиці (LB)
- Моньки (PL)
- Моравіца (ŚW)
- Морди (MZ)
- Моринь (ZP)
- Моронг (WM)
- Мосіна (WP)
- Мрози (MZ)
- Мронгово (WM)
- Мроча (KP)
- Мурована Ґосліна (WP)
- Мушина (MP)
- Мшана-Дольна (MP)
- Мщонув (MZ)
- Мястечко-Шльонське (ŚL)
- Мястко (PM)

## Н
- Накло-над-Нотецем (KP)
- Наленчув (LB)
- Намислув (OP)
- Наріль (PK)
- Насельськ (MZ)
- Некля (WP)
- Немодлін (OP)
- Немча (DŚ)
- Неполомиці (MP)
- Нешава (KP)
- Ниса (OP)
- Нисько (PK)
- Нідзиця (WM)
- Нова Демба (PK)
- Нова Руда (місто) (DŚ)
- Нова Сажина (PK)
- Нова Суль (LS)
- Нове (KP)
- Нове Бжесько (MP)
- Нове Варпно (ZP)
- Нове Мястечко (LS)
- Нове-Място-Любавське (WM)
- Нове-Място-над-Пилицею (MZ)
- Новий Вісьнич (MP)
- Новий Двур-Ґданський (PM)
- Новий Сонч (MP)
- Новий Став (місто) (PM)
- Новий Торг (MP)
- Новий Томишль (WP)
- Новий-Двір-Мазовецький (MZ)
- Нові Скальмежиці (WP)
- Новогард (ZP)
- Новогродзець (DŚ)
- Новогруд (PL)
- Новоґруд-Бобжанський (LS)

## О

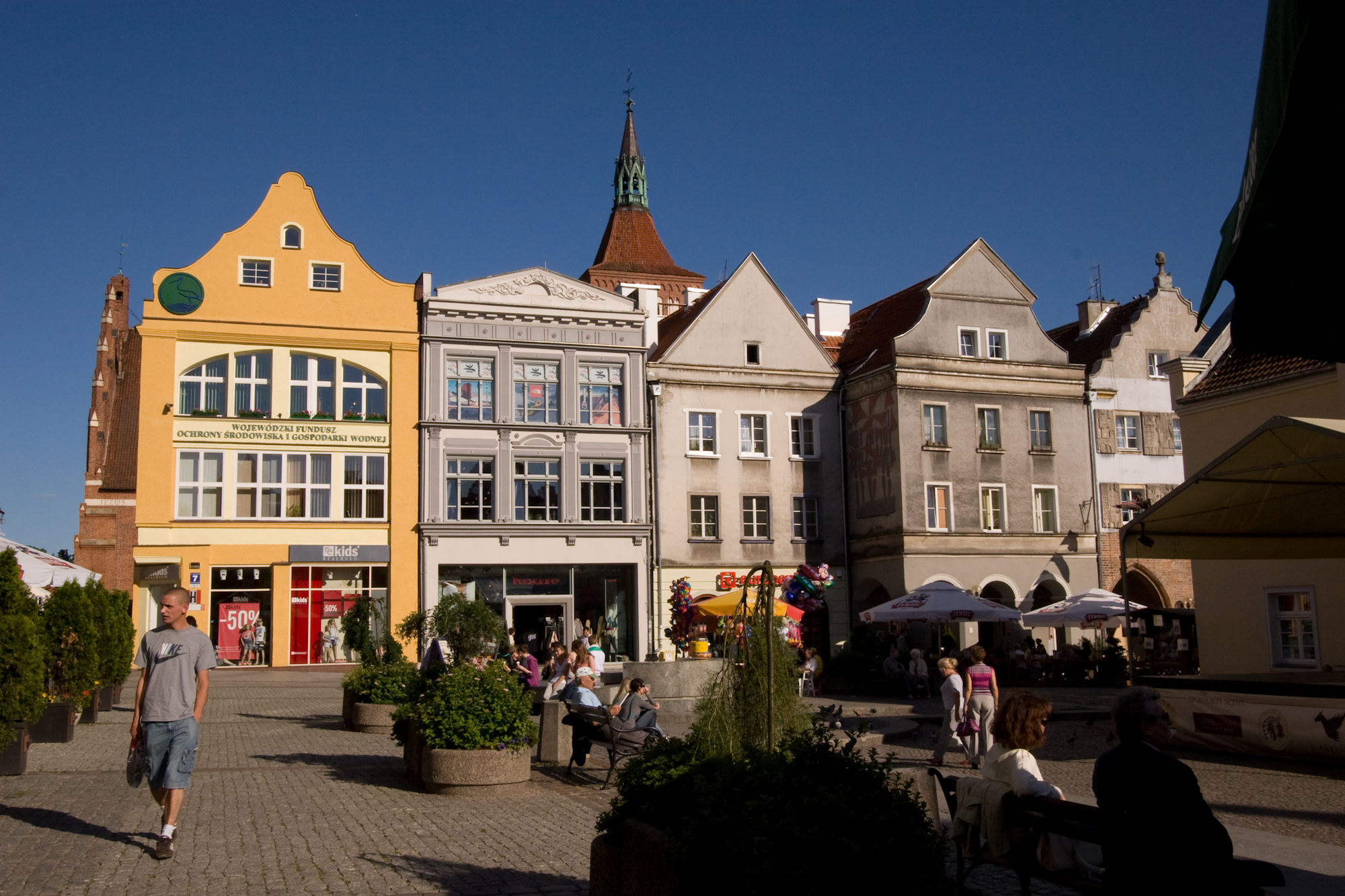
Ольштин

- Обжицько (WP)
- Оборники (WP)
- Оборники-Шльонські (DŚ)
- Огродзенець (ŚL)
- Одолянув (WP)
- Ожарув (ŚW)
- Ожарув-Мазовецький (MZ)
- Ожеше (ŚL)
- Ожиш (WM)
- Озімек (OP)
- Озоркув (ŁD)
- Оконек (WP)
- Олава (DŚ)
- Олесно (OP)
- Олесниця (DŚ)
- Олецько (WM)
- Олешичі (PK)
- Олькуш (MP)
- Ольшина (DŚ)
- Ольштин (WM)
- Ольштинек (WM)
- Опалениця (WP)
- Опатів (ŚW)
- Опатувек (WP)
- Ополе (OP)
- Ополе-Любельське (LB)
- Опочно (ŁD)
- Орнета (WM)
- Освенцим (MP)
- Осек (ŚW)
- Осечна (WP)
- Островець-Свєнтокшиський (ŚW)
- Остроленка (MZ)
- Остроруг (WP)
- Острув-Велькопольський (WP)
- Острів-Любельський (LB)
- Острув-Мазовецька (MZ)
- Оструда (WM)
- Остшешув (WP)
- Осьно-Любуське (LS)
- Отвоцьк (MZ)
- Отинь (LS)
- Отмухув (OP)

## П

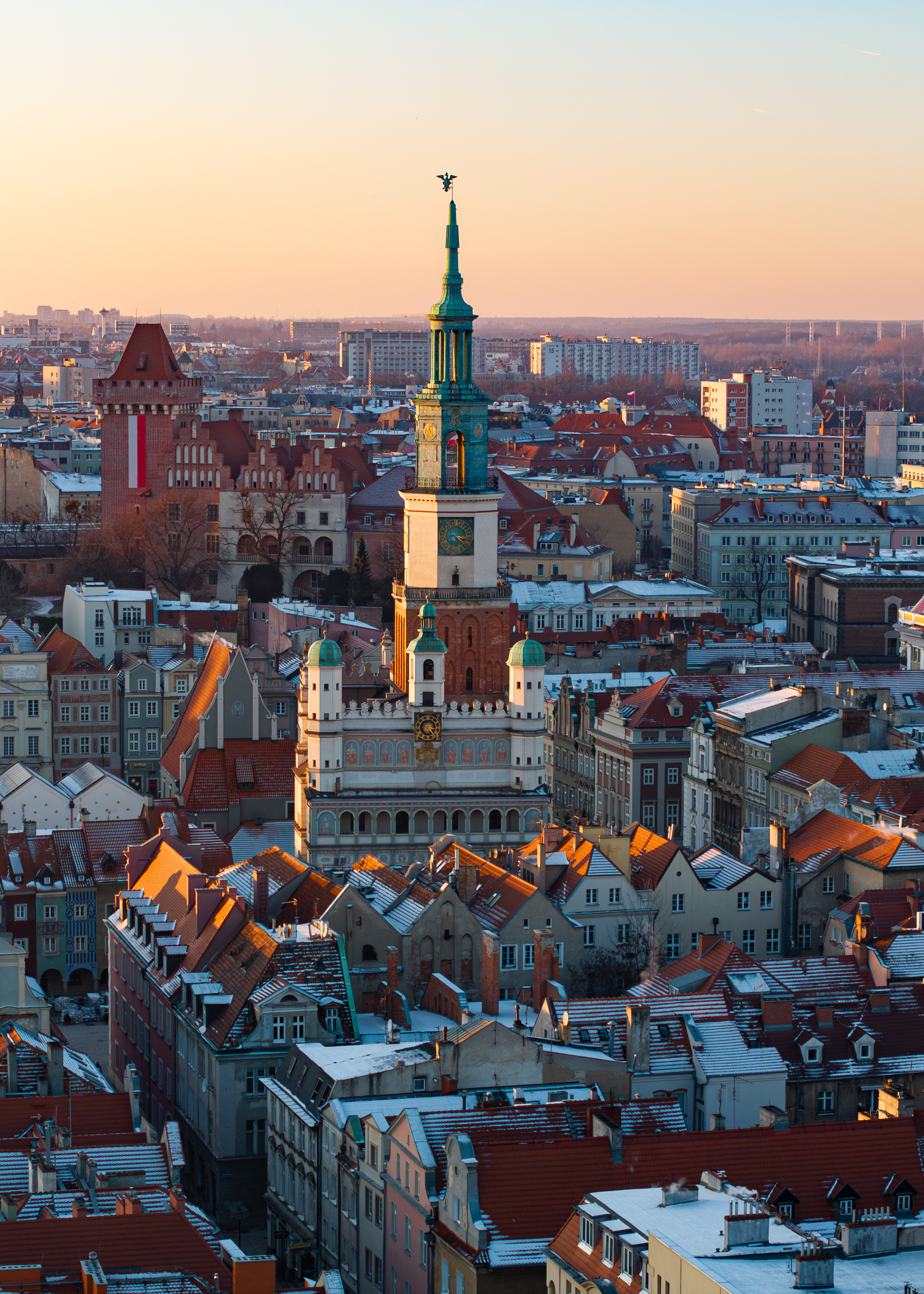
Познань

- Паб'яниці (ŁD)
- Паєнчно (ŁD)
- Пакосць (KP)
- Парчів (LB)
- Пасим (WM)
- Пасленк (WM)
- Пачкув (OP)
- Пекари-Шльонські (ŚL)
- Пелчиці (ZP)
- Пельплін (PM)
- Пененжно (WM)
- Пенськ (DŚ)
- Переворськ (PK)
- Перемишль (PK)
- Пеховиці (DŚ)
- Пешиці (DŚ)
- Пижиці (ZP)
- Пиздри (WP)
- Писковиці (ŚL)
- Північна-Здруй (MP)
- Піла (WP)
- Пілава-Гурна (DŚ)
- Пілиця (ŚL)
- Пільзно (PK)
- Пілява (MZ)
- Пінчів (ŚW)
- Піш (WM)
- Пйонки (MZ)
- Пйотркув-Куявський (KP)
- Пйотркув-Трибунальський (ŁD)
- Плешев (WP)
- Плонськ (MZ)
- Плоти (ZP)
- Плоцьк (Польща) (MZ)
- Пневи (WP)
- Победзіська (WP)
- Погожеля (WP)
- Поддембиці (ŁD)
- Подкова-Лесьна (MZ)
- Познань (WP)
- Поланець (ŚW)
- Полиці (ZP)
- Полчин-Здруй (ZP)
- Польковиці (DŚ)
- Поляниця-Здруй (DŚ)
- Полянув (ZP)
- Понець (WP)
- Понятова (LB)
- Поремба (ŚL)
- Прабути (PM)
- Прашка (OP)
- Проховиці (DŚ)
- Прошовиці (MP)
- Прудник (OP)
- Прусиці (DŚ)
- Порохник (PK)
- Прушкув (OP)
- Прушкув (MZ)
- Прущ-Гданський (PM)
- Пулави (LB)
- Пултуськ (MZ)
- Пуцьк (PM)
- Пущиково (WP)
- Пшасниш (MZ)
- Пшедбуж (ŁD)
- Пшедеч (WP)
- Пшемкув (DŚ)
- Пшецлав (PK)
- Пшисуха (MZ)
- Пшув (ŚL)
- Пщина (ŚL)
- Пясечно (MZ)
- Пяски (LB)
- П'ястув (MZ)

## Р

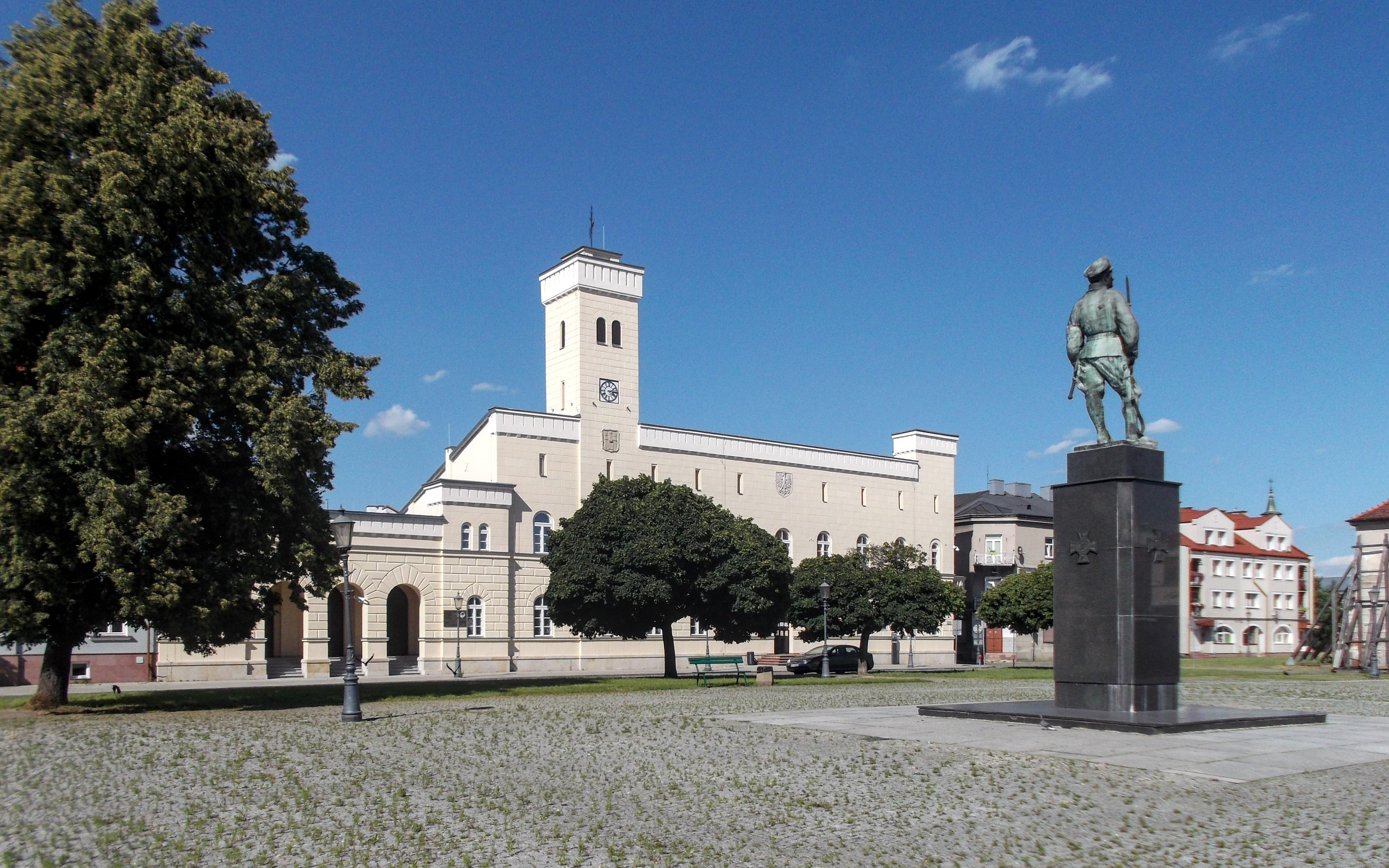
Радом

- Рабка-Здруй (MP)
- Рава-Мазовецька (ŁD)
- Равич (WP)
- Радзеюв (KP)
- Радзимін (MZ)
- Радинь-Підляський (LB)
- Радзинь-Хелмінський (KP)
- Радзьонкув (ŚL)
- Радимно (PK)
- Радкув (DŚ)
- Радлін (ŚL)
- Радлув (MP)
- Радом (MZ)
- Радомишль-Великий (PK)
- Радомсько (ŁD)
- Радошиці (ŚW)
- Райгруд (PL)
- Раконевиці (WP)
- Ратибор (ŚL)
- Рацьонж (MZ)
- Рашкув (WP)
- Реда (PM)
- Рейовець (LB)
- Рейовець-Фабричний (LB)
- Ресько (ZP)
- Реч (ZP)
- Решель (WM)
- Рибник (ŚL)
- Риглиці (MP)
- Ридзина (WP)
- Ридултови (ŚL)
- Рики (LB)
- Риманів (PK)
- Рин (WM)
- Рипін (KP)
- Рихвал (WP)
- Рогозьно (WP)
- Ропчиці (PK)
- Руда-Шльонська (ŚL)
- Рудник-над-Сяном (PK)
- Ружан (MZ)
- Румя (PM)
- Руцяне-Ніда (WM)
- Ряшів (PK)

## С

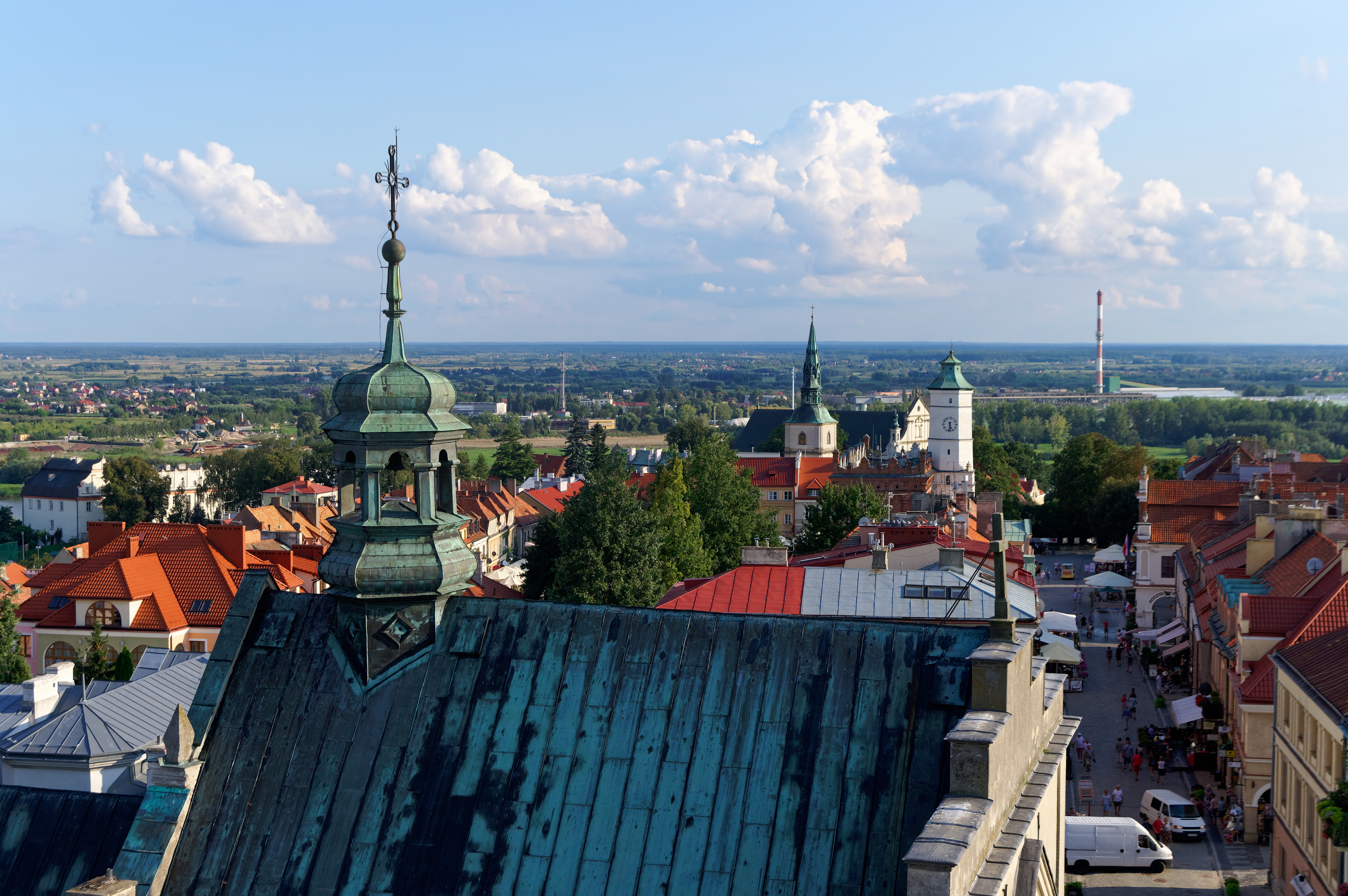
Сандомир

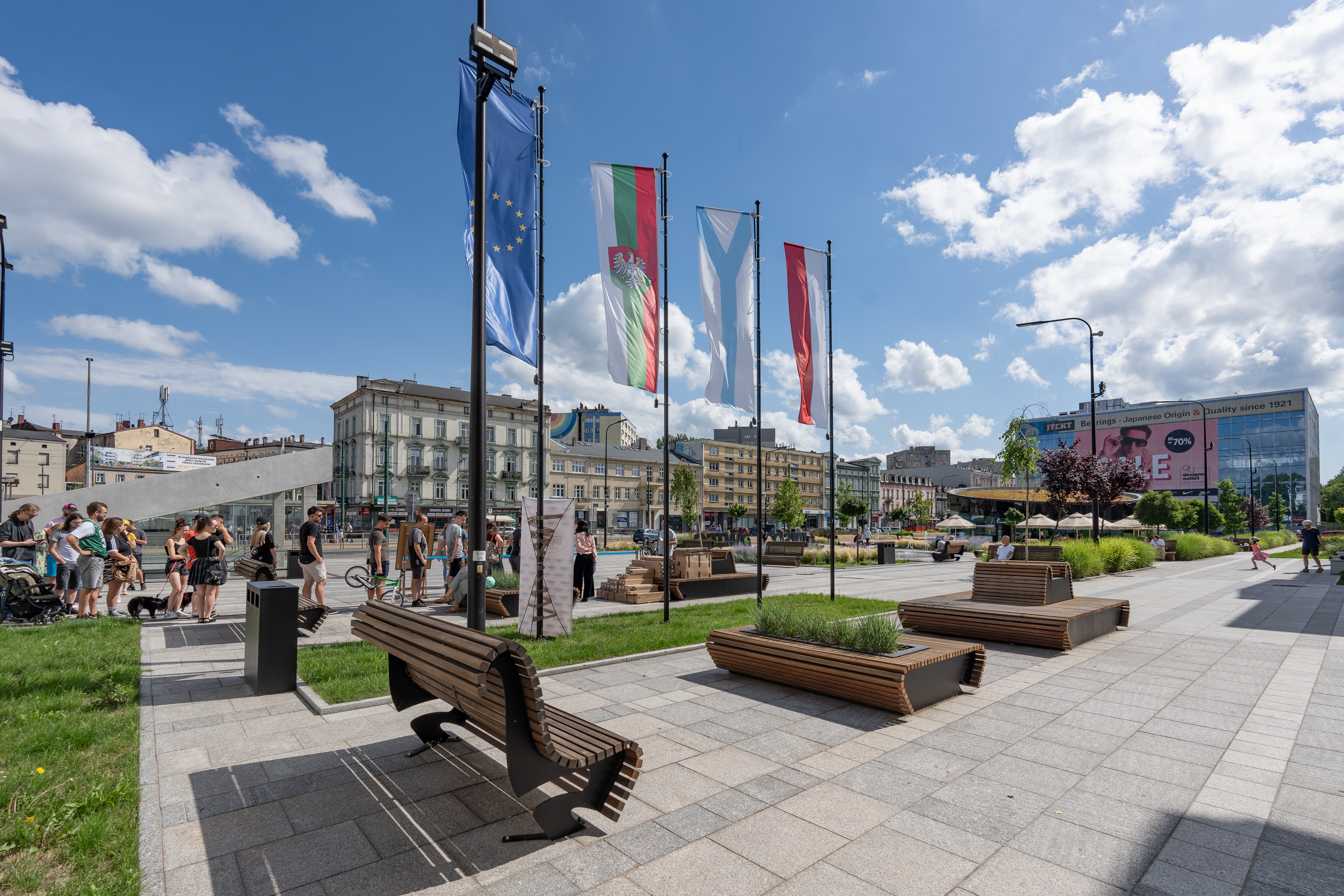
Сосновець

- Сандомир (ŚW)
- Санники (MZ)
- Сважендз (WP)
- Свебодзиці (DŚ)
- Свентохловиці (ŚL)
- Швеці (KP)
- Свідвин (ZP)
- Свідниця (DŚ)
- Свіноуйсьце (ZP)
- Севеж (ŚL)
- Седльці (MZ)
- Седлище (LB)
- Сейни (PL)
- Семпополь (WM)
- Семпульно-Краєнське (KP)
- Семяновиці-Шльонські (ŚL)
- Сім'ятичі (PL)
- Сендзішув (ŚW)
- Сендзішув-Малопольський (PK)
- Серадз (ŁD)
- Серакув (WP)
- Сероцьк (MZ)
- Серпць (MZ)
- Сехниці (DŚ)
- Сицув (DŚ)
- Сенява (PK)
- Скавіна (MP)
- Скала (MP)
- Скальбмеж (ŚW)
- Скаржисько-Каменна (ŚW)
- Скаришев (MZ)
- Скаршеви (PM)
- Сквежина (LS)
- Скемпе (KP)
- Скерневиці (ŁD)
- Скоки (WP)
- Скочув (ŚL)
- Скурч (PM)
- Слава (LS)
- Славкув (ŚL)
- Славно (ZP)
- Слесін (WP)
- Сломники (MP)
- Слубиці (LS)
- Слупськ (PM)
- Слупца (WP)
- Смігель (WP)
- Собутка (DŚ)
- Соколів-Малопольський (PK)
- Соколів-Підляський (MZ)
- Сокулка (PL)
- Солець-Куявський (KP)
- Сомпольно (WP)
- Сопот (PM)
- Сосніцовиці (ŚL)
- Сосновець (ŚL)
- Сохачев (MZ)
- Стависьки (PL)
- Ставішин (WP)
- Стальова Воля (PK)
- Стараховиці (ŚW)
- Старгард (ZP)
- Старий Сонч (MP)
- Старогард-Гданський (PM)
- Сташув (ŚW)
- Стеншев (WP)
- Степниця (ZP)
- Стомпоркув (ŚW)
- Стопниця (ŚK)
- Сточек-Луковський (LB)
- Стрикув (ŁD)
- Строни-Шльонські (DŚ)
- Струмень (ŚL)
- Стшегом (DŚ)
- Стшелін (DŚ)
- Стшельно (KP)
- Стшельці-Краєнські (LS)
- Стшельці-Опольські (OP)
- Стрижів (PK)
- Сувалки (PL)
- Сулеюв (ŁD)
- Сулеювек (MZ)
- Суленцин (LS)
- Сулехув (LS)
- Сулковиці (MP)
- Сульмежиці (WP)
- Супрасль (PL)
- Сураж (PL)
- Суха-Бескидзька (MP)
- Сухань (ZP)
- Сухеднюв (ŚW)
- Суховоля (PL)
- Суш (WM)
- Свебодзін (LS)
- Свежава (DŚ)
- Сверадув-Здруй (DŚ)
- Свідник (LB)
- Свьонтники-Гурне (MP)
- Сьрем (WP)
- Сьрода-Великопольська (WP)
- Сьрода-Шльонська (DŚ)
- Сцинава (DŚ)
- Сянік (PK)
- Сянув (ZP)

## Т

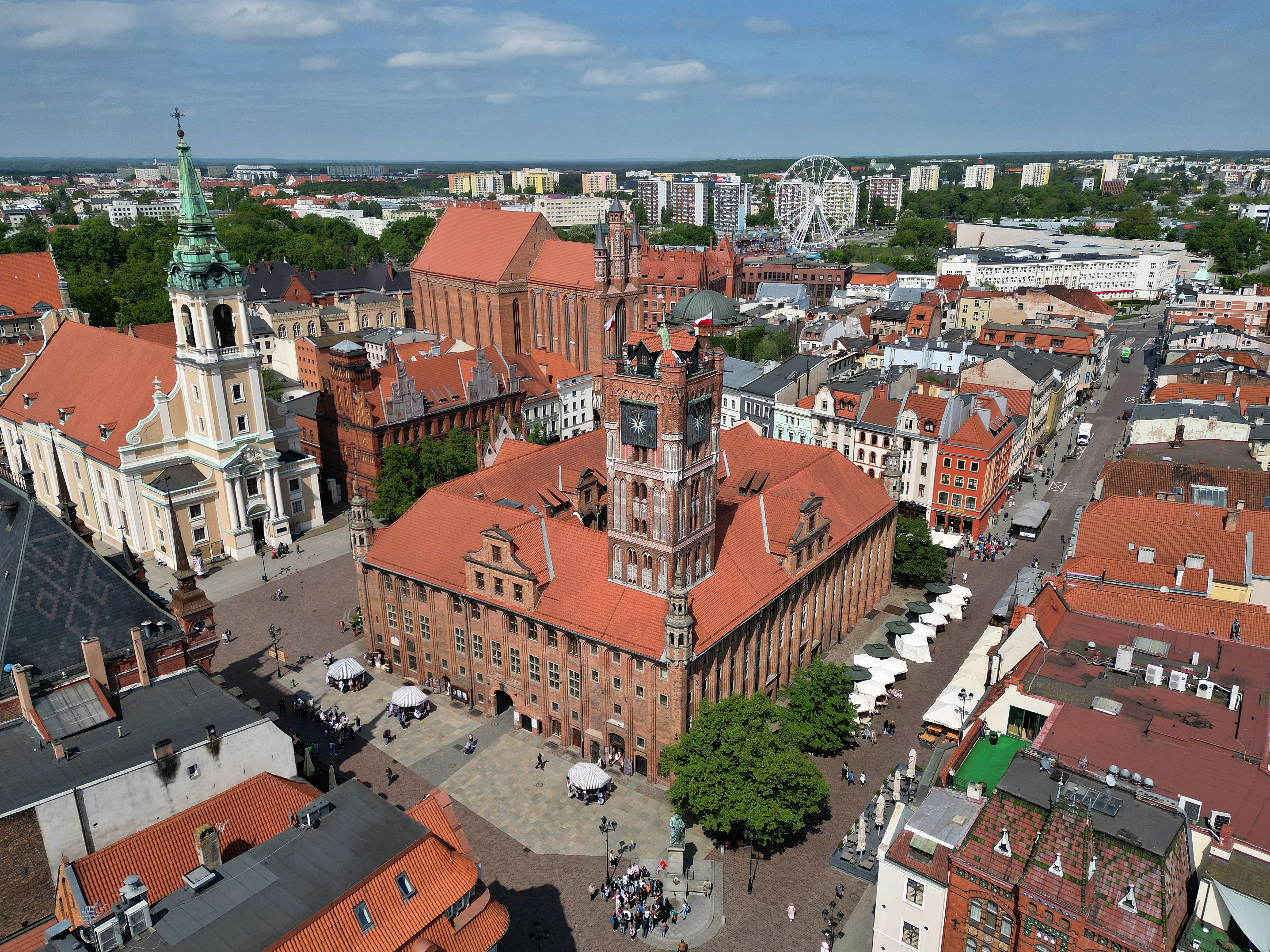
Торунь

- Тарнобжег (PK)
- Тарновські Гури (ŚL)
- Тарногород (LB)
- Тарнів (MP)
- Тарчин (MZ)
- Твардогура (DŚ)
- Тереспіль (LB)
- Тикоцин (PL)
- Тихи (ŚL)
- Тихово (ZP)
- Тичин (PK)
- Тишівці (LB)
- Тлущ (MZ)
- Тожим (LS)
- Толькмицько (WM)
- Томашів (LB)
- Томашів-Мазовецький (ŁD)
- Торунь (KP)
- Тошек (ŚL)
- Тулішкув (WP)
- Турек (WP)
- Тухоля (KP)
- Тухув (MP)
- Тучно (ZP)
- Туловиці (OP)
- Тушин (ŁD)
- Тчев (PM)
- Тшебіня (MP)
- Тшебниця (DŚ)
- Тшебятув (ZP)
- Тшемешно (WP)
- Тшцель (LS)
- Тшцинсько-Здруй (ZP)
- Тшцянка (WP)

## У, Ф
- Ужендув (LB)
- Уйсьце (WP)
- Улянув (PK)
- Унеюв (ŁD)
- Устка (PM)
- Устрики-Долішні (PK)
- Устронь (ŚL)
- Уязд (OP)
- Фрамполь (LB)
- Фромборк (WM)

## Х

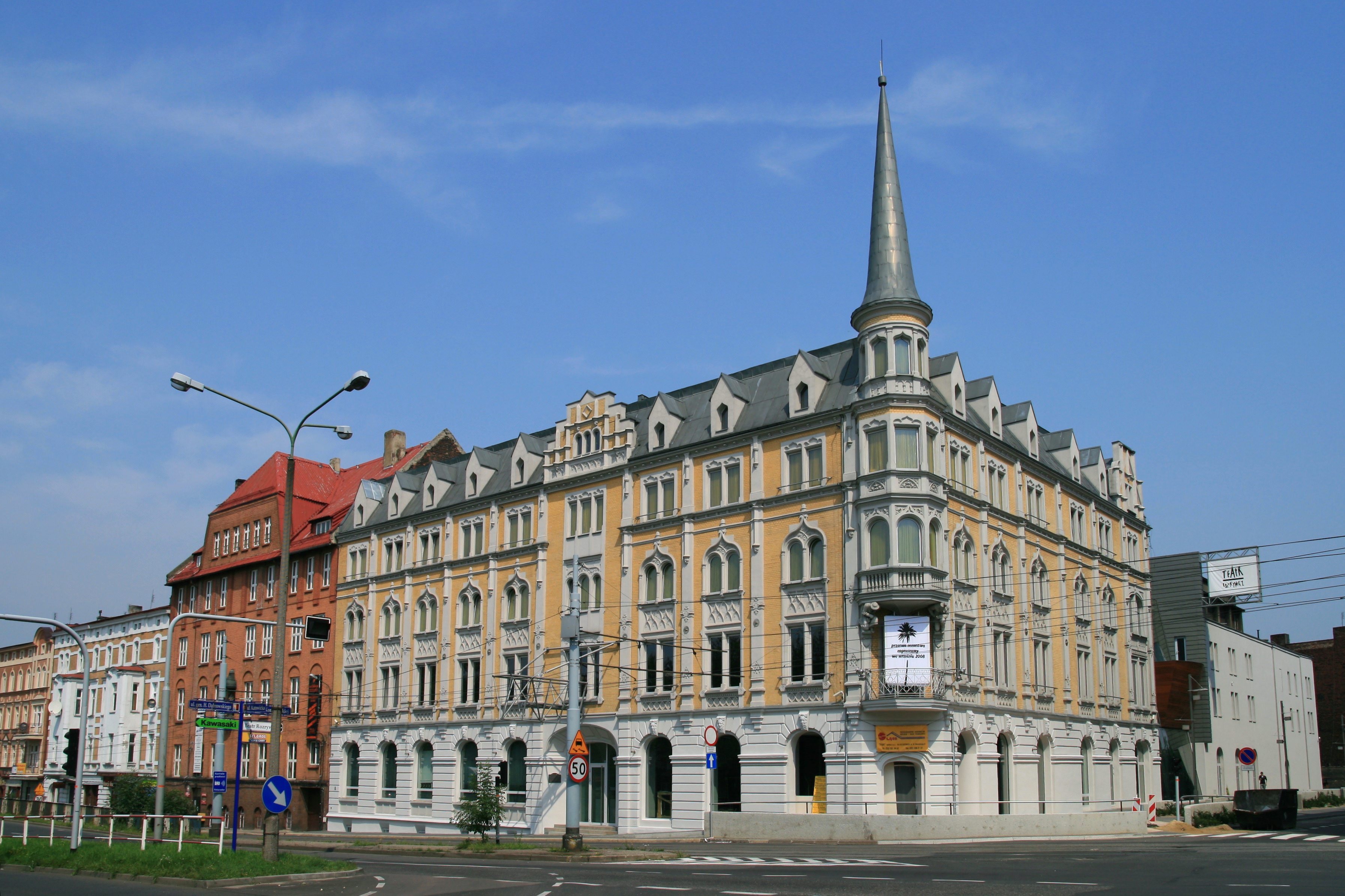
Хожув

- Хелмек (MP)
- Хелмжа (KP)
- Хелмно (KP)
- Гель (місто) (PM)
- Хенцини (ŚW)
- Хмельник (ŚW)
- Ходеч (KP)
- Ходзеж (WP)
- Хожеле (MZ)
- Хожув (ŚL)
- Хойна (ZP)
- Хойниці (PM)
- Хойнув (DŚ)
- Холм (LB)
- Хорощ (PL)
- Хоцивель (ZP)
- Хоцянув (DŚ)
- Хоч (WP)
- Хощно (ZP)
- Хшанів (MP)

## Ц
- Цединя (ZP)
- Ценжковиці (MP)
- Цехановець (PL)
- Цеханув (MZ)
- Цехоцинек (KP)
- Цешин (ŚL)
- Цибінка (LS)
- Цмелюв (ŚW)

## Ч

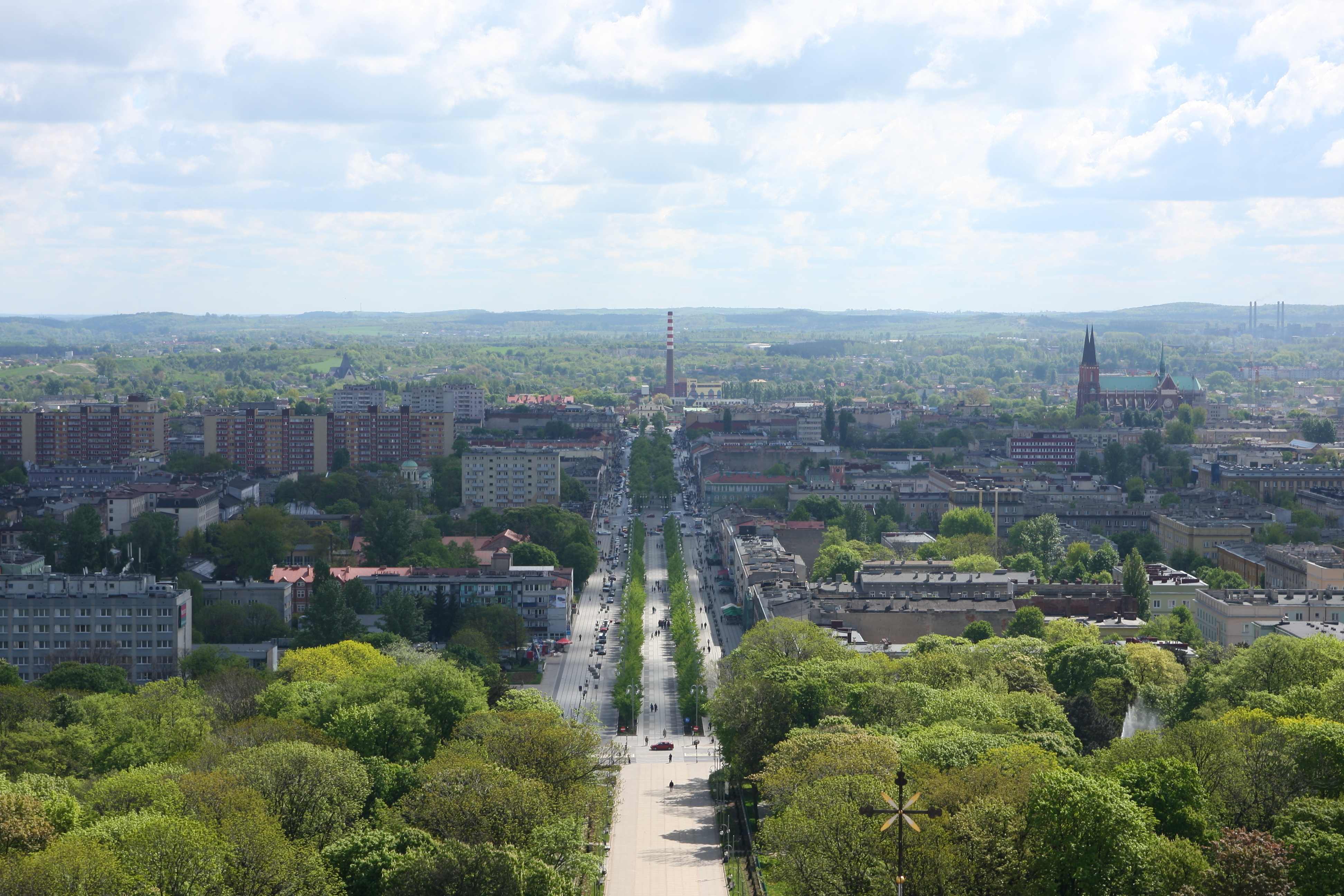
Ченстохова

- Чаплінек (ZP)
- Чарна Вода (PM)
- Чарна-Білостоцька (PL)
- Чарне (PM)
- Чарнкув (WP)
- Челядзь (ŚL)
- Чемпінь (WP)
- Ченстохова (ŚL)
- Червенськ (LS)
- Червьонка-Лещини (ŚL)
- Чернеєво (WP)
- Черськ (PM)
- Чесанів (PK)
- Чеховиці-Дзедзиці (ŚL)
- Чижев (PL)
- Члопа (ZP)
- Члухув (PM)
- Чхув (MP)

## Ш, Щ

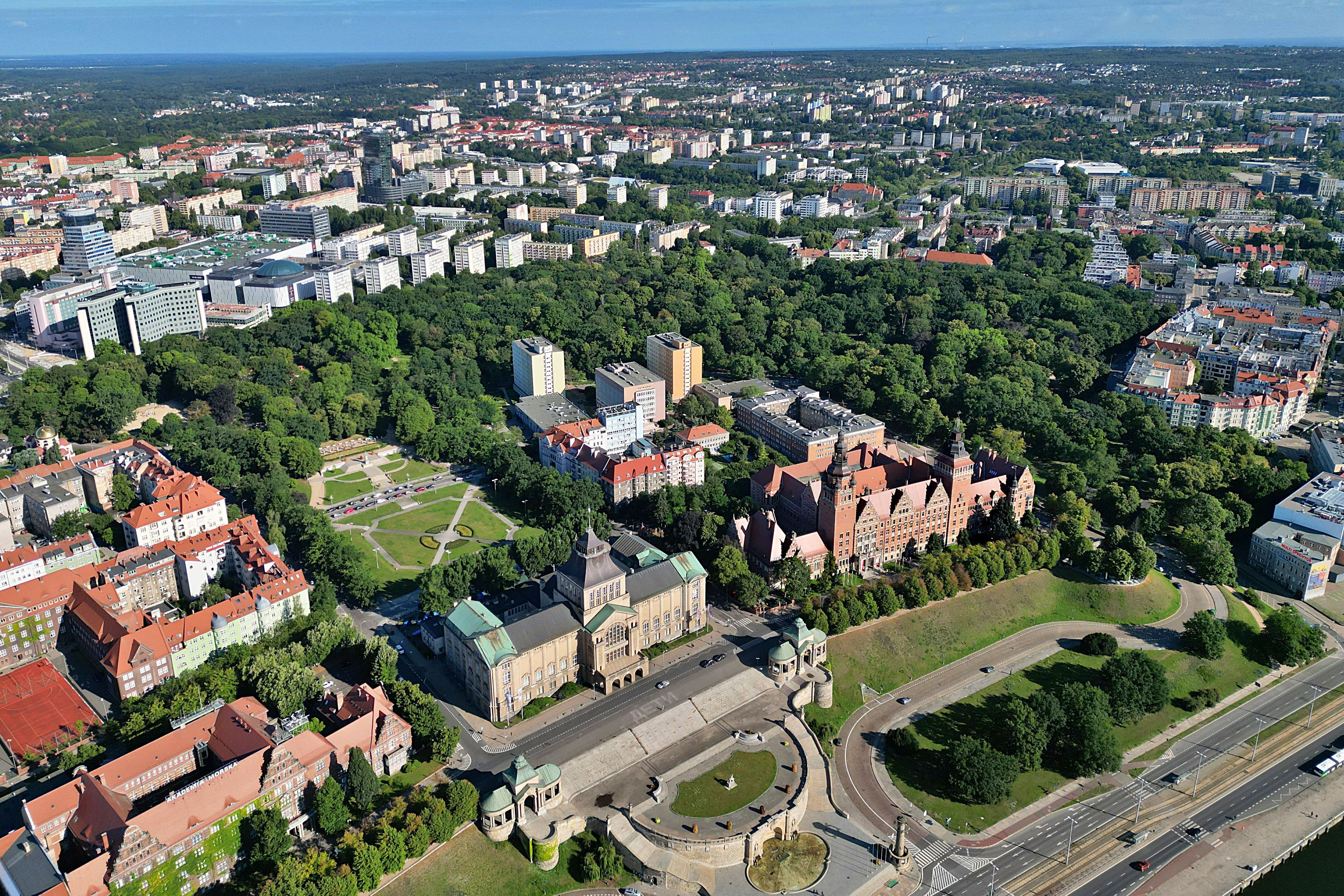
Щецин

- Шадек (ŁD)
- Шамотули (WP)
- Шамоцин (WP)
- Шепетово (PL)
- Шидловець (MZ)
- Шклярська Поремба (DŚ)
- Шліхтинґова (LS)
- Шпротава (LS)
- Штум (PM)
- Шубін (місто) (KP)
- Щавниця (MP)
- Щавно-Здруй (DŚ)
- Щебрешин (LB)
- Щекоцини (ŚL)
- Щецин (ZP)
- Щецинек (ZP)
- Щирк (ŚL)
- Щитна (DŚ)
- Щитно (WM)
- Щуцин (MP)
- Щучин (PL)

## Ю, Я
- Юзефув (LB)
- Юзефув (MZ)
- Юзефув-над-Віслою (LB)
- Ютросин (WP)
- Яблоново-Поморське (KP)
- Явожина-Шльонська (DŚ)
- Явожно (ŚL)
- Явор (DŚ)
- Янів-Любельський (LB)
- Яніково (KP)
- Яновець-Велькопольський (KP)
- Ярачево (WP)
- Ярослав (PK)
- Яроцин (WP)
- Ясень (LS)
- Ясло (PK)
- Ястарня (PM)
- Ястрове (WP)
- Ястшембе-Здруй (ŚL)

## Найновіші міста Польщі
Останніми статус міста отримали:
- 1 січня 2025[2] — Вонвольниця, Занемисль, Казанув, Кобильниця, Конськоволя, Курів, Собкув
- 1 січня 2024[3] — Бірча, Бобровники, Богорія, Болеславець, Броди, Бялачув, Гельнюв, Гловачув, Говарчув, Гонсава, Грабув, Добре, Жарнув,Іновлудз, Кернозя, Кікул, Магнушев, Мацейовиці, Месьцисько, Одживул, Осецьк, Осякув, Паженчев, Піщаць, Пширув, Пшитик, Рихталь, Сенниця, Сенно, Стшелечки, Туробин, Цепелюв, Чемерники, Явірник Польський
- 1 січня 2023[4] — Бодзанув, Влодовиці, Домбровиці, Єжув, Ксьонж-Великий, Лопушно, Лятович, Менкіня, Мястечко-Краєнське, Пекошув, Розпша, Уязд, Чарни-Дунаєць, Ядув, Ястшомб
- 1 січня 2022[5] — Болімув, Єдльня-Летнисько, Іваніська, Ізбиця, Качори, Лютомерськ, Нове Място, Ольштин, Прущ, Цеглув.
- 1 січня 2021[6] — Будзинь, Віскіткі, Водзіслав, Горай, Дубецько, Каменець-Зомбковіцький, Камйонка, Козьмінек, Солець-над-Віслою, Сохоцин.
- 1 січня 2020 — Клімонтув, Лютутув, Пйонтек, Червінськ-над-Віслою.
- 1 січня 2019 — Вельбарк, Кошиці, Любовідз, Нова Слупя, Новий Корчин, Олесниця, Опатовець, Пацанув, Пежхниця, Шидлув.
- 1 січня 2018 — Віслиця, Лагув, Отинь, Радошиці, Санники, Туловиці, Юзефув-над-Віслою.
- 1 січня 2017 — Мельно, Моравиця, Опатувек, Рейовець.
- 1 січня 2016 — Любича-Королівська, Селище, Ужендув, Ярачево.
- 1 січня 2015 — Стопниця, Хоч.
- 1 січня 2014 — Добжиця, Заклікув, Модлібожиці, Мрози, Степниця.

У 2012 і 2013 роках нових міст не з'явилось.